# Kvantové měření

Schematické znázornění kvantového měření. Částice se spinem vlétávají mezi dva magnety, které vychýlí dráhu částice v závislosti na hodnotě jejího spinu.

Pojmem kvantové měření (anglicky: quantum measurement) se ve fyzice označuje proces, který představuje kvantové zobecnění pojmu měření z klasické fyziky. Kvantové měření se vyznačuje několika specifiky, která přispívají k neintuitivnímu chování kvantových systémů.
Klasické chápání přírody říká, že každý fyzikální systém lze popsat pomocí jistého počtu různých fyzikálních veličin. Hodnoty těchto veličin se mohou s časem měnit, jsou v každém okamžiku pevně určené a měření je tu od toho, aby tyto hodnoty sdělilo pozorovateli. Jsou to pak právě tyto naměřené hodnoty, které vstupují do teoretického popisu, jakým může být například pohybová rovnice. V kvantové teorii tomu tak není. Proces měření je pevně zakotven v samotné teorii a nejen naměřené hodnoty, ale i samotný proces měření, hrají důležitou roli při popisu časového vývoje systému. Hovoříme v tomto případě o kvantovém měření. Kvantové měření se řídí jistými zákonitostmi, které nejsou totožné s pojetím známým z klasické fyziky. Tak například může totéž měření provedené na tomtéž systému dávat pokaždé různé hodnoty a samotný proces měření může navíc změnit původní stav měřeného systému.
Schematicky je příklad jednoduchého kvantového měření znázorněn v animaci napravo, kde částice se spinem 1/2, jakými jsou třeba elektrony, vlétávají mezi dva magnety. Tyto vychýlí dráhu každé částice v závislosti na hodnotě jejího spinu. Pokud spin míří doleva, je částice detekována levým detektorem. Podobně, pokud je spin orientovaný doprava, dolétne částice do pravého detektoru. Pokud však spin míří vzhůru, dochází k čistě kvantovému chování. Spin vzhůru je kvantovou superpozicí spinu doleva a spinu doprava. Po průletu magnetem je tak částice vychýlena oběma směry a až těsně do okamžiku zaregistrování částice detektorem není jisté, kudy částice letí. V animaci nakonec dopadne částice do levého detektoru, kdy dojde k redukci vlnové funkce částice. Se stejnou pravděpodobností ale mohla tato částice skončit v detektoru pravém.
Z hlediska formálního matematického popisu lze stav daného fyzikálního systému popsat pomocí jisté vlnové funkce či operátoru hustoty. Operátor hustoty představuje veškerou informaci, kterou lze o daném systému nejrůznějšími měřeními získat. Kvantové měření samotné lze pak vyjádřit ve formě lineárních operátorů, které působí na operátor hustoty a splňují dodatečné, fyzikálně motivované, požadavky. Jedním z těchto požadavků je například to, že naměřené hodnoty jsou reálná čísla (ne komplexní). Operátor přidružený ke konkrétnímu kvantovému měření obsahuje nejen údaje o možných naměřitelných hodnotách odpovídající veličiny, ale i změny stavu, které proces měření doprovázejí.

## Motivace

### Specifika kvantového měření

Výsledky měření v kvantové fyzice závisejí na nastavení měřicího přístroje. První přístroj měří kombinaci barev, ze kterých lze namíchat zelenou, a dává tak dva možné výsledky, modrou anebo žlutou, se stejnou pravděpodobností 50 %. Druhý přístroj měří kombinaci barev, jež obsahuje přímo zelenou barvu. V tomto případě přístroj naměří zelenou barvu se 100% pravděpodobností. Pro podrobnosti viz text vlevo.

Pro ilustraci základních rozdílů mezi tím, jak je měření chápáno v klasické a kvantové fyzice, použijeme příkladu barevné kuličky. V klasické fyzice má kulička jednu konkrétní barvu. A to i když je kulička uložena v tmavé místnosti a my ji nevidíme, můžeme vždy říci, že kulička má nějakou pevně danou barvu. My pouze nevíme jakou. Pod pojmem měření rozumíme v klasické fyzice pouze to, že se podíváme na kuličku v osvětlené místnosti a tím zjistíme její barvu. Pokud bychom mohli kuličce pokládat otázky, odpovídalo by změření její barvy otázce: "Jakou máš barvu?" 
Podobnou otázku v kvantové fyzice položit nelze. Místo toho se musíme ptát na konkrétní barvy. Možnými otázkami by tak mohlo být: "Jsi oranžová, zelená, anebo fialová?", "Jsi červená, žlutá, anebo modrá?", apod. Kvantové měření barevné kuličky by mohlo probíhat tak, že kuličku pošleme do měřicího přístroje a na tomto přístroji předem nastavíme, na jakou kombinaci barev má být citlivý, viz obrázek vpravo. Pokud si za kombinaci zvolíme trojici (modrá, červená, žlutá), pak je výsledkem měření jedna z těchto tří barev. Vždy přitom padne jen jedna z těchto tří možností, a to obecně bez ohledu na to, jakou barvu kulička přesně má. Kdyby měla kulička například barvu zelenou, jak je vyznačeno na obrázku, padl by s 50% pravděpodobností výsledek 'modrá' a s 50% pravděpodobností výsledek 'žlutá', protože zelenou barvu lze dostat smícháním stejného podílu modré a žluté barvy. Kdybychom si však za měřenou kombinaci barev zvolili trojici (oranžová, zelená, fialová), dostali bychom pro zelenou kuličku vždy výsledek 'zelená' a nikdy výsledky 'oranžová' či '̈́fialová'. Výsledky a pravděpodobnosti naměření jednotlivých hodnot tedy závisejí na kombinaci barev, které si dopředu na svém přístroji navolíme. V terminologii kvantové fyziky bychom danou barevnou kombinaci nazvali pojmem báze. Jednotlivá měření kuličky pro různou volbu barevné kombinace bychom označili jako měření v různých bazích.
Ačkoli není dopředu jisté, jaký výsledek na kvantovém objektu naměříme, neznamená to, že získané výsledky jsou naprosto náhodné. Některé výsledky mohou být pravděpodobnější než jiné. Pokud stejné měření mnohokrát zopakujeme, můžeme z jednotlivých naměřených hodnot spočíst odpovídající průměr. Vyprůměrováním naměřených hodnot původní nejednoznačnost ve výsledku měření vymizí. Tyto průměry pak nesou užitečnou informaci o měřených fyzikálních veličinách.
Dalším rozdílem kvantového měření oproti tomu klasickému je fakt, že samotné měření mění stav měřeného systému. V případě zelené kuličky uvažované výše, kterou jsme poslali do přístroje měřícího kombinaci (modrá, červená, žlutá), bychom tak dostali z přístroje buď kuličku modrou (pokud by přístroj ukázal hodnotu 'modrá'), anebo kuličku žlutou (pokud by přístroj ukázal hodnotu 'žlutá'). Kdybychom nyní na tuto změněnou kuličku aplikovali tentýž přístroj, který měří tutéž kombinaci barev, k žádné další změně by už nedošlo. Pro modrou kuličku by přístroj naměřil hodnotu 'modrá' a vrátil by modrou kuličku. Pro žlutou kuličku by přístroj naměřil hodnotu 'žlutá' a vrátil by opět žlutou kuličku. V kvantové fyzice je tato vlastnost vyjádřena pomocí tak zvaných projektorů.
Co se stane, zvolíme-li si za kombinaci barev dvojici (červená, žlutá) a do přístroje pošleme modrou kuličku? Modrou barvu nelze dostat smícháním barev červené a žluté, znamená to tedy, že přístroj nenaměří nic? Ne, neznamená. Jednou z podmínek, které musí kvantové měření splňovat, je to, že navolená kombinace musí obsahovat barvy, s jejichž pomocí lze namíchat všechny barvy ostatní. Dvojice (červená, žlutá) tedy nepředstavuje dovolenou kombinaci barev. Díky této podmínce máme zaručeno, že náš přístroj vždy naměří jednu z předem zadaných barev. V terminologii kvantové fyziky se této podmínce říká relace úplnosti.

### Naměřené hodnoty a pravděpodobnosti

Vertikálně polarizovaný paprsek procházející polarizačním filtrem v popředí je tím více blokován, čím více je filtr natočený do horizontální polohy. Přesný vztah mezi intenzitou vstupního a výstupního paprsku je dán Malusovým zákonem.

Abychom motivovali definici projektivního měření uvedenou níže, představíme si v této sekci na velmi jednoduchém příkladu, jaké požadavky na měření klademe. Uvažme nejprve klasický paprsek světla, který posíláme skrz polarizační filtr. Filtr propustí jen tu část paprsku, která je lineárně polarizovaná podél jisté osy, viz animace napravo. Předpokládejme navíc, že onen vstupní paprsek je již lineárně polarizovaný, akorát podél jiné osy, než je osa filtru. Označíme-li si intenzitu vstupního paprsku symbolem {\displaystyle I_{a}} a podobně intenzitu paprsku procházejícího filtrem symbolem {\displaystyle I_{b}}, lze jejich vztah vyjádřit následovně
{\displaystyle I_{b}=I_{a}\cos ^{2}(\varphi ),}
kde {\displaystyle \varphi } je vzájemné natočení os polarizace filtru a vstupního paprsku. Tento vztah byl objeven dávno před vznikem kvantové teorie a jmenuje se Malusův zákon. Polarizaci světla lze vyjádřit jednotkovým dvourozměrným vektorem {\displaystyle {\vec {e}}}, jenž směřuje ve směru polarizace. Pokud je polarizace vstupního paprsku určena vektorem {\displaystyle {\vec {e}}_{a}} a osa polarizačního filtru směřuje ve směru vektoru {\displaystyle {\vec {e}}_{b}}, lze Malusův zákon přepsat do tvaru
{\displaystyle I_{b}=I_{a}({\vec {e}}_{a}\cdot {\vec {e}}_{b})^{2},}
kde {\displaystyle ({\vec {e}}_{a}\cdot {\vec {e}}_{b})} je skalární součin vektorů {\displaystyle {\vec {e}}_{a}} a {\displaystyle {\vec {e}}_{b}}. Dosud šlo pouze o klasickou fyziku. Kvantová fyzika popisuje světelné paprsky jako shluky fotonů. Místo intenzity světla tak lze hovořit o počtu fotonů, které prolétnou filtrem. Malusův zákon tak přejde do vztahu mezi počátečním {\displaystyle N_{a}} a výsledným počtem fotonů {\displaystyle N_{b}}
{\displaystyle N_{b}=N_{a}({\vec {e}}_{a}\cdot {\vec {e}}_{b})^{2}.}
Z celkového počtu {\displaystyle N_{a}} fotonů jich tedy filtrem prolétlo pouze {\displaystyle N_{b}}. Každý z těchto fotonů měl tedy šanci {\displaystyle N_{b}} ku {\displaystyle N_{a}}, že prolétne. Jinými slovy, každý foton prolétl s pravděpodobností {\displaystyle p=N_{b}/N_{a}}. Z výše uvedeného vztahu pak plyne, že je tato pravděpodobnost dána výrazem
{\displaystyle p=({\vec {e}}_{a}\cdot {\vec {e}}_{b})^{2}.}
Tento vztah je již velmi blízký obecnému vzorci pro výpočet pravděpodobností v kvantové fyzice, který se nazývá Bornovo pravidlo. 
Ačkoli jsme to dosud výslovně nezmínili, platí ještě jedna, naprosto samozřejmá, věc: každý foton buď projde filtrem, anebo neprojde. Pravděpodobnost toho, že foton projde, plus pravděpodobnost toho, že neprojde, tedy musí dát jedničku. Pokud je filtr natočen do vertikální polohy, projde jím foton s jistou pravděpodobností {\displaystyle p_{V}}, která je závislá na počáteční polarizaci fotonu. S doplňkovou pravděpodobností {\displaystyle p_{H}} tedy foton filtrem neprojde. Dohromady tak musí platit
{\displaystyle p_{V}+p_{H}=1,}
kterýžto vztah lze chápat jako důsledek relace úplnosti.

### Výsledné stavy

První polarizátor vyfiltruje z původního paprsku jen vertikální polarizaci. Přidáme-li další polarizátor natočený stejně jako ten první, tak k žádnému dalšímu vyfiltrování nedochází a světlo se dál šíří ve vertikální polarizaci. Natočíme-li však druhý polarizátor do horizontální polohy, neprochází jim dále již žádné světlo.

Kromě pravděpodobností, s jakými foton projde či neprojde filtrem, lze studovat i výslednou polarizaci těchto fotonů. Bez ohledu na to, jaká byla původní polarizace fotonu, je jeho polarizace po průchodu filtrem plně určena osou filtru. Pro jednoduchost předpokládejme, že je filtr natočen tak, že propouští pouze vertikálně polarizované světlo. Označme si polarizační filtr natočený do vertikální polohy symbolem {\displaystyle F_{V}} a počáteční polarizaci fotonu symbolem {\displaystyle {\vec {e}}_{a}}. Pak z právě uvedeného tvrzení platí, že
{\displaystyle F_{V}({\vec {e}}_{a})={\vec {e}}_{V},}
kde {\displaystyle {\vec {e}}_{V}} označuje vertikální polarizaci. Pokud dále za první polarizační filtr umístíme druhý polarizační filtr, který také propouští pouze vertikální polarizaci, je přirozené očekávat, že druhý filtr už nemá na procházející světlo žádný vliv, viz obrázek napravo. Vskutku, ze vzorce výše plyne, že dvojnásobná aplikace filtru {\displaystyle F_{V}} dá stejný výsledek, jako aplikace jediná
{\displaystyle F_{V}^{2}({\vec {e}}_{a})=F_{V}({\vec {e}}_{V})={\vec {e}}_{V}.}
Protože tento vztah platí pro jakoukoli vstupní polarizaci {\displaystyle {\vec {e}}_{a}}, musí tento vztah platit i pro zobrazení {\displaystyle F_{V}} samotné
{\displaystyle F_{V}^{2}=F_{V}.}
Pokud naopak natočíme osu druhého fitru tak, že propouští pouze horizontální polarizaci, tak jím již žádné světlo neprojde. Všechno vertikálně polarizované světlo, které vychází z prvního filtru, je tím druhým totiž zcela blokováno. Pokud si polarizační filtr natočený do horizontální polohy označíme symbolem {\displaystyle F_{H}}, lze právě uvedené tvrzení vyjádřit vztahem
{\displaystyle F_{H}\cdot F_{V}=0.}
Úlohu polarizačních filtrů {\displaystyle F_{V}} a {\displaystyle F_{H}} plní v kvantové teorii lineární operátory. Jak bylo uvedeno výše, aplikujeme-li dvakrát po sobě tentýž filtr, je výsledná polarizace stejná, jako kdybychom aplikovali tento filtr jen jednou. Neboli {\displaystyle F_{V}^{2}=F_{V}} a {\displaystyle F_{H}^{2}=F_{H}}. Operátorům, které splňují tuto vlastnost, se říká projektory. Dále jsme viděli, že pokud po filtru {\displaystyle F_{V}} aplikujeme hned filtr {\displaystyle F_{H}}, jehož osa je kolmá (neboli ortogonální) k ose filtru prvního, nedostaneme na konci žádné světlo. V symbolech: {\displaystyle F_{H}\cdot F_{V}=0}. Projektorům, které splňují tuto vlastnost, se říká ortogonální projektory.
Tato krátká diskuze s polarizovanými fotony a dvěma polarizačními filtry nás vede k obecné definici kvantového měření, tak jak je podáno v následující sekci.

## Projektivní měření

### Definice
Základním druhem kvantového měření je projektivní měření (anglicky: projective measurement). Projektivní měření je popsáno množinou projektorů {\displaystyle \{P_{j}\}_{j=1}^{n}}, které jsou navzájem ortogonální a které splňují relaci úplnosti. Jinými slovy, zobrazení {\displaystyle P_{j}} splňují podmínky
1. (ortogonální projektory) : {\displaystyle P_{j}^{2}=P_{j},\quad P_{j}P_{k}=0,\quad j\neq k,}
2. (relace úplnosti) : {\displaystyle \sum _{j=1}^{n}P_{j}=\mathbb {I} ,}

kde {\displaystyle \mathbb {I} } označuje identické zobrazení. První výše uvedená podmínka vyjadřuje skutečnost, že opětovné měření na právě změřeném systému dává tentýž výsledek. Oba vzorce z této podmínky lze kompaktně zapsat vzorcem jediným ve tvaru
{\displaystyle P_{j}P_{k}=\delta _{jk}P_{k},}
kde {\displaystyle \delta _{jk}} označuje Kroneckerovo delta. Relace úplnosti pak vyjadřuje fakt, že po změření systému určitě nějaký výsledek dostaneme, bez ohledu na to, jaký.
Projektivnímu měření se též říká von Neumannovo měření (anglicky: von Neumann measurement) a někdy se označuje zkratkou PVM (zkratka z anglického projection-valued measure). V kontextu slabého měření se projektivnímu měření říká i silné měření (anglicky: strong measurement). Občas se lze setkat i s označením ideální měření (anglicky: ideal measurement) či ostré měření (anglicky: sharp measurement).
Ve speciálním případě, kdy jsou všechny projektory {\displaystyle \{P_{j}\}_{j=1}^{n}} jednorozměrné, existují čisté kvantové stavy {\displaystyle \{|\varphi _{j}\rangle \}_{j=1}^{n}} tak, že
{\displaystyle P_{j}=|\varphi _{j}\rangle \langle \varphi _{j}|.}
K jednorozměrným projektorům se váže následující terminologie. Pokud stavy {\displaystyle \{|\varphi _{j}\rangle \}_{j=1}^{n}} tvoří (ortonormální) bázi {\displaystyle {\mathcal {B}}} stavového prostoru, pak odpovídajícímu projektivnímu měření s operátory {\displaystyle \{P_{j}=|\varphi _{j}\rangle \langle \varphi _{j}|\}_{j=1}^{n}} říkáme měření v bázi {\displaystyle {\mathcal {B}}} (anglicky: measurement in a basis {\displaystyle {\mathcal {B}}}). Tato terminologie se používá jak při měření čistých, tak i smíšených stavů.
Projektory popisují, jak se stav změřeného systému změní procesem měření. V každém konkrétním změření pak nastane jen jedna možnost, popsaná jediným projektorem. Kterým, to nelze dopředu stanovit a konkrétní volba je učiněna přírodou náhodně. Výše podaná definice také neříká nic o tom, jakou hodnotu měřené veličiny měřicí přístroj zaregistruje. Ke každému projektoru {\displaystyle P_{j}} je tak nutno ještě přidružit hodnotu {\displaystyle \lambda _{j}}, která je výslednou hodnotou měření, realizuje-li se možnost s indexem {\displaystyle j}. Konkrétní způsob, jakým měření ovlivní vývoj měřeného systému, lze popsat v naprosté obecnosti pro kvantové stavy vyjádřené operátory hustoty. Pro jednoduchost však nejprve níže uvedeme jednodušší případ s čistými kvantovými stavy, které jsou popsány stavovými vektory. K operátorům hustoty se vrátíme později.

### Projektivní měření čistých stavů
Pokud se kvantový systém nachází těsně před měřením v čistém kvantovém stavu, můžeme tento stav vyjádřit v braketovém formalizmu jako ket {\displaystyle |\psi \rangle }. Samotné měření pak probíhá jako interakce měřeného systému s měřicím přístrojem. Po konci interakce vrátí měřicí přístroj jednu konkrétní hodnotu {\displaystyle \lambda _{k}}, přičemž se stav systému změní do podoby
{\displaystyle |\psi \rangle _{\mathrm {post} }={\frac {P_{k}|\psi \rangle }{\sqrt {\langle \psi |P_{k}|\psi \rangle }}},}
kde {\displaystyle |\psi \rangle _{\mathrm {post} }} označuje stav systému po měření. Právě uvedenému vzorci se v zahraniční literatuře občas říká Lüdersovo pravidlo (anglicky: Lüders rule). To, jestli se realizuje možnost {\displaystyle k=1}, nebo možnost {\displaystyle k=2}, anebo kterákoli ze zbylých možností, není obecně ničím určeno. Tato volba je zcela náhodná a to ne kvůli chybějící znalosti o procesu měření. Této náhodnosti se nelze zbavit, protože je jedním ze základních principů přírody. Různé možnosti se ale mohou uskutečnit s různou pravděpodobností. Pravděpodobnost toho, že nastane možnost {\displaystyle k} je dána výrazem
{\displaystyle p_{k}=\langle \psi |P_{k}|\psi \rangle .}
Ve speciálním případě, kdy jsou všechny projektory {\displaystyle \{P_{j}\}_{j=1}^{n}} jednorozměrné, existují kvantové stavy {\displaystyle \{|\varphi _{j}\rangle \}_{j=1}^{n}} tak, že {\displaystyle P_{j}=|\varphi _{j}\rangle \langle \varphi _{j}|}. Stav systému po naměření hodnoty {\displaystyle \lambda _{k}} pak nabývá tvaru
{\displaystyle |\psi \rangle _{\mathrm {post} }=|\varphi _{k}\rangle ,}
a tato možnost se přitom zrealizuje s pravděpodobností {\displaystyle p_{k}=|\langle \varphi _{k}|\psi \rangle |^{2}}. Tento poslední výraz se nazývá Bornovo pravidlo (anglicky: Born rule) a jeho význam je natolik velký, že ho zvýrazníme v rámečku:
{\displaystyle p_{k}=|\langle \varphi _{k}|\psi \rangle |^{2}.}
Bornovo pravidlo udává, jak velká je pravděpodobnost, že systém ve stavu {\displaystyle |\psi \rangle } přejde do stavu {\displaystyle |\varphi _{k}\rangle }. 
V sekci "Projektivní měření polarizace" níže je podán konkrétní příklad použití Lüdersova a Bornova pravidla pro čisté stavy.

### Projektivní měření smíšených stavů
Čisté stavy jsou speciálním případem stavů smíšených, k jejichž popisu je zapotřebí operátoru hustoty {\displaystyle \rho }. Pokud měřicí přístroj naměří hodnotu {\displaystyle \lambda _{k}}, přejde stav měřeného systému do tvaru
{\displaystyle \rho _{\mathrm {post} }={\frac {P_{k}\rho P_{k}}{\mathrm {tr} (P_{k}\rho )}},}
kde {\displaystyle \mathrm {tr} } označuje stopu matice a {\displaystyle \rho _{\mathrm {post} }} je stav systému po měření. Tento výraz je zobecnění Lüdersova pravidla pro smíšené stavy. Pravděpodobnost toho, že přístroj naměří hodnotu {\displaystyle \lambda _{k}} je dána výrazem
{\displaystyle p_{k}=\mathrm {tr} (P_{k}\rho ).}
Tento výraz je zobecněním Bornova pravidla pro smíšené stavy.
Právě uvedené vzorce se zredukují do vzorců představených v předchozí kapitolce, pokud je kvantový stav čistý. V takovém případě je operátor hustoty roven jednorozměrnému projektoru ve tvaru {\displaystyle \rho =|\psi \rangle \langle \psi |} a pro stav po měření dostáváme
{\displaystyle \rho _{\mathrm {post} }={\frac {P_{k}|\psi \rangle \langle \psi |P_{k}}{\mathrm {tr} (P_{k}|\psi \rangle \langle \psi |)}}=|\psi _{\mathrm {post} }\rangle \langle \psi _{\mathrm {post} }|,}
kde {\displaystyle |\psi _{\mathrm {post} }\rangle } je definován jako
{\displaystyle |\psi _{\mathrm {post} }\rangle ={\frac {P_{k}|\psi \rangle }{\sqrt {p_{k}}}},}
přičemž {\displaystyle p_{k}} je pravděpodobnost naměření hodnoty {\displaystyle \lambda _{k}}. Její výraz můžeme zjednodušit způsobem
{\displaystyle p_{k}=\mathrm {tr} (P_{k}|\psi \rangle \langle \psi |)=\mathrm {tr} (\langle \psi |P_{k}|\psi \rangle )=\langle \psi |P_{k}|\psi \rangle .}

### Pozorovatelné
Alternativním způsobem, jak popsat projektivní měření, je pomocí tak zvané pozorovatelné (anglicky: observable). Uvažujme projektivní měření popsané projektory {\displaystyle \{P_{j}\}_{j=1}^{n}} a přidruženými hodnotami {\displaystyle \{\lambda _{j}\}_{j=1}^{n}}. Pozorovatelná, jež odpovídá tomuto měření, je operátor {\displaystyle M}, který lze zapsat ve tvaru
{\displaystyle M=\sum _{j=1}^{n}\lambda _{j}P_{j}.}
Za hodnoty {\displaystyle \{\lambda _{j}\}_{j=1}^{n}} jsou brána v kvantové teorii téměř výhradně reálná čísla (a ne komplexní), což se odůvodňuje tak, že hodnoty získané měřením ve skutečném experimentu mohou být jen reálné. V takovém případě je právě zavedený operátor {\displaystyle M} hermitovský. Platí i opačná implikace: každý hermitovský operátor {\displaystyle M} lze rozložit do výše uvedeného tvaru. Hodnoty {\displaystyle \{\lambda _{j}\}_{j=1}^{n}} jsou pak vlastní čísla operátoru {\displaystyle M} a {\displaystyle \{P_{j}\}_{j=1}^{n}} jsou projektory na odpovídající vlastní vektory. Z tohoto důvodu se běžně za pozorovatelnou bere jakýkoliv hermitovský operátor. Omezení se na hermitovské operátory není nicméně zcela nezbytné a objevují se i pokusy o zobecnění pozorovatelných na nehermitovské operátory.
Vlastní čísla mohou být degenerovaná a tedy jednomu číslu {\displaystyle \lambda _{j}} může být přiřazeno více ortonormálních vlastních vektorů. Ty dohromady tvoří bázi podprostoru, na který projektor {\displaystyle P_{j}} zobrazuje. Pokud může daná fyzikální veličina nabývat nespočetně mnoha hodnot, jako v případě polohy či hybnosti, je nutno nahradit sumu ve vzorci výše integrálem. Místo projektorů je pak nutno pracovat s projektorovými měrami. Studium integrálů přes operátory vyžaduje pokročilý matematický aparát, kterým se zabývá funkcionální analýza a který se svou náročností nachází zcela mimo rámec tohoto článku.
Užitečnost výše zavedeného operátoru {\displaystyle M} vyplývá z faktu, že lze pomocí něho velmi kompaktně vyjádřit průměrné hodnoty získané mnohokrát opakovaným měřením, jak si právě ukážeme. Předpokládejme, že máme k dispozici mnoho kopií téhož fyzikálního systému v témže čistém kvantovém stavu {\displaystyle |\psi \rangle }. Každý systém vystavíme projektivnímu měření a pro každý z nich dostaneme jednu konkrétní hodnotu z množiny {\displaystyle \{\lambda _{j}\}_{j=1}^{n}}. Řekněme, že z celkového počtu {\displaystyle N} měření jsme dostali {\displaystyle n_{1}}-krát hodnotu {\displaystyle \lambda _{1}}, {\displaystyle n_{2}}-krát hodnotu {\displaystyle \lambda _{2}}, atd. Pravděpodobnost {\displaystyle p_{j}} naměření hodnoty {\displaystyle \lambda _{j}} lze získat poměrem {\displaystyle p_{j}=n_{j}/N}. Vážený průměr přes všechny naměřené hodnoty je roven výrazu: {\displaystyle {\bar {\lambda }}={\textstyle \sum _{j=1}^{n}}\lambda _{j}p_{j}}. Tento výraz je přímé zobecnění běžného aritmetického průměru, kde se jednotlivé hodnoty {\displaystyle \lambda _{j}} vyskytují s různými pravděpodobnostmi. Z teorie výše víme, že pravděpodobnosti lze též spočítat výrazem {\displaystyle p_{j}=\langle \psi |P_{j}|\psi \rangle }. Po dosazení tohoto vzorce to rovnice pro vážený průměr dostáváme
{\displaystyle {\bar {\lambda }}=\sum _{j=1}^{n}\lambda _{j}\langle \psi |P_{j}|\psi \rangle =\langle \psi |\left(\sum _{j=1}^{n}\lambda _{j}P_{j}\right)|\psi \rangle =\langle \psi |M|\psi \rangle .}
Dostali jsme tak velmi jednoduchý vzorec pro výpočet průměru veličiny, jejíž jednotlivé hodnoty jsou {\displaystyle \{\lambda _{j}\}_{j=1}^{n}}. Protože operátor {\displaystyle M} charakterizuje plně tuto veličinu, jak plyne z předchozího výpočtu, ztotožňuje se obvykle fyzikální veličina a jí odpovídající operátor. Místo symbolu {\displaystyle {\bar {\lambda }}} tak píšeme {\displaystyle \langle M\rangle } a tento výraz daný vzorcem {\displaystyle \langle M\rangle =\langle \psi |M|\psi \rangle } se nazývá střední hodnota (anglicky: mean value nebo též expectation value) pozorovatelné {\displaystyle M}. Střední hodnota veličiny se vždy váže na konkrétní stav systému. Pro různé stavy nabývá tatáž veličina různých středních hodnot. Pokud je nutné výslovně zmínit i o jaký stav se konkrétně jedná, používá se občas notace
{\displaystyle \langle M\rangle _{\psi }=\langle \psi |M|\psi \rangle }
a hovoří se o střední hodnotě pozorovatelné {\displaystyle M} ve stavu {\displaystyle |\psi \rangle }.
Uvedené vztahy lze zobecnit i pro smíšené stavy. Smíšený stav popsaný operátorem hustoty {\displaystyle \rho } lze vyjádřit jako konvexní kombinaci čistých stavů ve tvaru {\displaystyle \rho ={\textstyle \sum _{k=1}^{K}}q_{k}|\psi _{k}\rangle \langle \psi _{k}|} pro vhodně zvolené čisté stavy {\displaystyle \{|\psi _{k}\rangle \}_{k=1}^{K}} a rozdělení pravděpodobnosti {\displaystyle \{q_{k}\}_{k=1}^{K}}. Naším cílem je nyní odvodit vzorec pro střední hodnotu pozorovatelné {\displaystyle M} ve stavu {\displaystyle \rho }. Vyjádření stavu {\displaystyle \rho } výše lze interpretovat následovně: s pravděpodobností {\displaystyle q_{k}} posíláme při měření do měřicího přístroje čistý stav {\displaystyle |\psi _{k}\rangle } a teprve až ten podstupuje samotný měřicí proces. V souladu s výpočty pro čisté stavy uvedenými výše, pro každý z čistých stavů dostáváme střední hodnoty pozorovatelné {\displaystyle M} ve tvaru {\displaystyle \langle M\rangle _{\psi _{k}}=\langle \psi _{k}|M|\psi _{k}\rangle }. Každý z těchto čistý stavů se ovšem může vyskytnout s pravděpodobností {\displaystyle q_{k}} a musíme tedy provézt ještě jedno vyprůměrování, čímž dostáváme
{\displaystyle \langle M\rangle _{\rho }=\sum _{k=1}^{K}q_{k}\langle M\rangle _{\psi _{k}}=\sum _{k=1}^{K}q_{k}\langle \psi _{k}|M|\psi _{k}\rangle =\sum _{k=1}^{K}q_{k}\mathrm {tr} (M|\psi _{k}\rangle \langle \psi _{k}|)=\mathrm {tr} \left(M\left(\sum _{k=1}^{K}q_{k}|\psi _{k}\rangle \langle \psi _{k}|\right)\right)=\mathrm {tr} \left(M\rho \right),}
kde  {\displaystyle \mathrm {tr} } označuje stopu matice. Dospěli jsme tak k výrazu pro střední hodnotu pozorovatelné {\displaystyle M} ve smíšeném stavu {\displaystyle \rho }
{\displaystyle \langle M\rangle _{\rho }=\mathrm {tr} (M\rho ).}
Z experimentálního pohledu má smysl hovořit o středních hodnotách jen ve chvíli, kdy máme k dispozici statistiku výsledků mnohokrát provedeného měření. Střední hodnota pak představuje jednu z charakteristik naměřených dat. Další charakteristikou týchž dat je směrodatná odchylka. Směrodatnou odchylku pozorovatelné {\displaystyle M} ve stavu {\displaystyle \rho } lze spočíst s využitím výše uvedených vzorců následovně:
{\displaystyle \Delta M=\langle M^{2}\rangle -\langle M\rangle ^{2},}
kde {\displaystyle M^{2}} je přísně vzato nová pozorovatelná, jež se rovná druhé mocnině pozorovatelné {\displaystyle M}.

## Zobecněné měření

### Definice
Projektivní měření uvedené výše je velmi významným, leč pouze speciálním, případem obecnějšího formalizmu, formalizmu zvaného zobecněné měření (anglicky: generalized measurement). Měření obecně popisuje dvě věci. Jednak pravděpodobnosti, s jakými naměříme jednotlivé výsledky, jednak výsledný stav změřeného systému. Pokud se zajímáme jen o pravděpodobnosti a výsledný stav pro nás není důležitý, můžeme měření popsat pomocí sady operátorů {\displaystyle \{E_{j}\}_{j=1}^{n}}, které splňují následující dvě podmínky:
1. (pozitivita) : {\displaystyle E_{j}\geq 0,}
2. (relace úplnosti) : {\displaystyle \sum _{j=1}^{n}E_{j}=\mathbb {I} ,}

kde {\displaystyle \mathbb {I} } označuje identické zobrazení. Tato sada operátorů se označuje zkratkou POVM (zkratka z anglického positive operator-valued measure) a jednotlivé operátory se občas nazývají prvky POVM (anglicky: POVM elements) či efekty (anglicky: effects). První podmínka říká, že všechny operátory jsou pozitivně semidefinitní, a vyjadřuje požadavek, aby pravděpodobnosti byly nezáporná čísla. Druhá podmínka pak odpovídá tomu, že se pravděpodobnosti pro všechny možné výsledky musejí sečíst na jedničku. Ke každému operátoru {\displaystyle E_{j}} je přidružena hodnota {\displaystyle \lambda _{j}}. Tato hodnota je výslednou hodnotou měření, realizuje-li se možnost s indexem {\displaystyle j}. Pravděpodobnost toho, že na stavu daném operátorem hustoty {\displaystyle \rho } naměříme hodnotu {\displaystyle \lambda _{j}}, je dána vzorcem
{\displaystyle p_{j}=\mathrm {Tr} (E_{j}\rho ).}
Pokud je stav čistý, lze ho popsat vektorem {\displaystyle |\psi \rangle } a právě uvedený vzorec se zjednoduší do tvaru: {\displaystyle p_{j}=\langle \psi |E_{j}|\psi \rangle }. Význačným příkladem POVM měření je metoda zvaná jednoznačné rozlišení stavů. Tato metoda je v krátkosti představena v kapitolce "Příklad zobecněného měření" níže.
POVM formalizmus není schopen určit stav systému po měření. Pokud chceme popsat i ten, musíme zavést dodatečnou sadu speciálních zobrazení. Tato zobrazení jsou lineární superoperátory {\displaystyle \{\phi _{j}\}_{j=1}^{n}} a říká se jim instrumenty (anglicky: instruments). Při naměření výsledku {\displaystyle \lambda _{j}} se stav systému {\displaystyle \rho } změní do podoby
{\displaystyle \rho _{j}={\frac {1}{p_{j}}}\,\phi _{j}(\rho ).}
Je jednoduché si rozmyslet, že při speciální volbě, kdy za POVM prvky dosadíme ortogonální projektory {\displaystyle \{P_{j}\}_{j=1}^{n}} a instrumenty zvolíme ve tvaru {\displaystyle \phi _{j}(\rho )=P_{j}\,\rho \,P_{j}}, se zobecněné měření redukuje na měření projektivní. Na druhou stranu, zobecněné měření lze modelovat pomocí unitárního vývoje a projektivního měření, jak je vysvětleno v následující kapitolce, a v mnoha případech si tak člověk vystačí pouze s projektivními měřeními.
V obecném případě, kdy POVM tvoří nějaké pozitivní operátory {\displaystyle \{E_{j}\}_{j=1}^{n}}, lze tyto vždy zapsat ve tvaru {\displaystyle E_{j}=V_{j}^{\dagger }V_{j}} pro vhodně zvolené operátory {\displaystyle \{V_{j}\}_{j=1}^{n}}. Tyto operátory však nejsou určeny jednoznačně, protože kterýkoli operátor tvaru {\displaystyle V'_{j}=U\,V_{j}}, kde {\displaystyle U} je unitární, splňuje tentýž vztah {\displaystyle E_{j}={V'}_{j}^{\dagger }{V'}_{j}}, jak se lze přesvědčit přímým dosazením a využitím unitarity. Jeden z možných tvarů instrumentů je pak dán vzorcem {\displaystyle \phi _{j}(\rho )=V_{j}\,\rho \,V_{j}^{\dagger }}. Tvar instrumentů může být ale obecně složitější.

### Ekvivalence projektivního a zobecněného měření
Ačkoli je projektivní měření přísně vzato pouze speciálním případem zobecněného měření, lze i zobecněná měření v jistém smyslu chápat jako poupravená měření projektivní. Lze totiž ukázat, že zobecněné měření lze zrealizovat jako projektivní měření na větším Hilbertově stavovém prostoru. Přesný vztah je dán matematickou větou odvozenou Markem Naimarkem (někdy též psáno Neumarkem), které se v zahraniční literatuře říká Naimark's dilation theorem. Jedna z jejích zjednodušených verzí zní následovně:
Mějme POVM měření zadané operátory {\displaystyle \{E_{j}\}_{j=1}^{n}}, které působí na prostoru {\displaystyle {\mathcal {H}}} o dimenzi {\displaystyle d}. Toto měření lze zrealizovat pomocí ortogonálních projektorů {\displaystyle \{P_{j}\}_{j=1}^{n}}, které působí na prostoru {\displaystyle {\mathcal {H}}\oplus \mathbb {C} ^{M-d}}, jenž je direktním součtem původního prostoru {\displaystyle {\mathcal {H}}} a pomocného prostoru {\displaystyle \mathbb {C} ^{M-d}} a kde dále {\displaystyle \textstyle M=\sum _{j=1}^{n}\mathrm {rank} E_{j}} je součet hodností operátorů {\displaystyle E_{j}}. Pravděpodobnosti naměření jednotlivých hodnot jsou pak rovny
{\displaystyle p_{k}=\mathrm {tr} (E_{k}\rho )=\mathrm {tr} (P_{k}(\rho \oplus 0)),}
kde první stopa je brána v prostoru {\displaystyle {\mathcal {H}}}, druhá v rozšířeném prostoru {\displaystyle {\mathcal {H}}\oplus \mathbb {C} ^{M-d}} a kde {\displaystyle 0} označuje nulovou matici na prostoru {\displaystyle \mathbb {C} ^{M-d}}.

Podobný vztah mezi projektivním a zobecněným měřením lze nalézt i ve více fyzikálně motivovaném případě. Uvažme nejprve jistý fyzikální systém {\displaystyle S}. Tento systém podléhá unitárnímu časovému vývoji, v souladu s postuláty kvantové mechaniky. V rámci tohoto vývoje může systém {\displaystyle S} interagovat s nějakým dalším systémem {\displaystyle A}. Řekněme, že po jistém čase vystavíme systém {\displaystyle A} projektivnímu měření. Kvůli proběhlé interakci nyní stav systému {\displaystyle A} obsahuje i část informace o stavu systému {\displaystyle S}. Měření na {\displaystyle A} tedy můžeme v jistém smyslu chápat i jako měření na {\displaystyle S}. Ukazuje se, že se jedná o zobecněné měření na {\displaystyle S}. Pro podrobnosti viz následující kapitolku.

### Měření jako interakce
Ve snaze popsat kvantové měření z více fyzikálního pohledu je někdy toto chápáno jako interakce měřeného systému s měřicím aparátem, kdy po proběhlé interakci dochází ke "změření" měřicího přístroje. Ze stavu měřicího přístroje pak lze vyčíst informace o měřeném systému. Jak moc lze vyčíst přitom závisí na síle interakce: čím silnější interakce, tím se více informace o stavu měřeného systému přenese do stavu měřicího aparátu. Tento jednoduchý fyzikální model lze aplikovat při popisu zobecněného měření, jak je provedeno níže, ale lze ho použít i pro popis slabého měření (viz oddíl "Slabé měření") a na tento koncept odkazuje i název další techniky, a sice bezinterakčního měření (viz oddíl "Bezinterakční měření").
Projděme si právě uvedený model podrobněji. Označme si měřený systém a měřicí aparát po řadě {\displaystyle S} a {\displaystyle A}. Předpokládejme, že počáteční stavy systémů {\displaystyle S} a {\displaystyle A} jsou po řadě {\displaystyle \rho _{S}} a {\displaystyle |0\rangle \langle 0|}. Pokud oba systémy chápame jako jeden celek, nachází se tento celek ve stavu {\displaystyle \rho _{S}\otimes |0\rangle \langle 0|}. Interakci lze popsat pomocí unitárního operátoru {\displaystyle U}, který působí na oba systémy. Společný stav obou systémů tak po interakci zní {\displaystyle \rho =U(\rho _{S}\otimes |0\rangle \langle 0|)U^{\dagger }}. Pokud je projektivní měření na systému {\displaystyle A} charakterizováno projektory {\displaystyle \{P_{j}\}_{j=1}^{n}}, lze tyto chápat jako projektory {\displaystyle \{P'_{j}\}_{j=1}^{n}} na obou systémech {\displaystyle S} i {\displaystyle A}, kde {\displaystyle P'_{j}=\mathbb {I} \otimes P_{j}}, přičemž {\displaystyle \mathbb {I} } označuje identický operátor na systému {\displaystyle S}. Pravděpodobnost, že se při měření zrealizuje možnost {\displaystyle k}, je pak rovna výrazu 
{\displaystyle p_{k}=\mathrm {tr} (P'_{k}\rho )=\mathrm {tr} ((\mathbb {I} \otimes P_{k})U(\rho _{S}\otimes |0\rangle \langle 0|)U^{\dagger }).}
Z vlastností stopy matice plyne, že právě uvedený vzorec lze přepsat do tvaru
{\displaystyle p_{k}=\mathrm {tr} (U^{\dagger }(\mathbb {I} \otimes P_{k})U(\rho _{S}\otimes |0\rangle \langle 0|))=\mathrm {tr} (B_{k}(\rho _{S}\otimes |0\rangle \langle 0|)),}
kde jsme si vztahem {\displaystyle B_{k}=U^{\dagger }(\mathbb {I} \otimes P_{k})U} definovali operátory {\displaystyle B_{k}}, které působí na obou systémech {\displaystyle S} i {\displaystyle A}. Stopu matice přes oba systémy lze chápat jako částečnou stopu přes systém {\displaystyle A}, následovaný částečnou stopou přes systém {\displaystyle S}. Explicitně tak dostáváme
{\displaystyle p_{k}=\mathrm {tr} _{S}\left(\mathrm {tr} _{A}(B_{k}(\rho _{S}\otimes |0\rangle \langle 0|))\right)=\mathrm {tr} _{S}\left(\sum _{l=1}^{n}(\mathbb {I} \otimes \langle l|)(B_{k}(\rho _{S}\otimes |0\rangle \langle 0|)(\mathbb {I} \otimes |l\rangle )\right)=\mathrm {tr} _{S}((\mathbb {I} \otimes \langle 0|)B_{k}(\mathbb {I} \otimes |0\rangle )\,\rho _{S})=\mathrm {tr} _{S}(E_{k}\,\rho _{S}),}
kde jsme si definovali operátory {\displaystyle E_{k}=(\mathbb {I} \otimes \langle 0|)B(\mathbb {I} \otimes |0\rangle )}, které působí pouze na systému {\displaystyle S}. Shrneme-li dosavadní výpočty, dostáváme rovnost
{\displaystyle p_{k}=\mathrm {tr} (P'_{k}\rho )=\mathrm {tr} (E_{k}\rho _{S}),}
kde první stopa je prováděna přes oba systémy {\displaystyle S} a {\displaystyle A} a {\displaystyle P'_{k}} je projektor působící na jejich společný stav {\displaystyle \rho }. Druhá stopa je pak prováděna už jen přes systém {\displaystyle S} a {\displaystyle E_{k}} je operátor působící na stav {\displaystyle \rho _{S}}, ve kterém se nacházel systém {\displaystyle S} předtím, než proběhla interakce s {\displaystyle A}. Lze ukázat, že operátory {\displaystyle E_{k}} jsou všechny pozitivní a sečtou se na identitu. Vyhovují tedy definici POVM měření, uvedené výše. Ukázali jsme tedy, že projektivní měření spolu s unitárním vývojem lze chápat jako měření zobecněné.

## Příklady

### Sternův–Gerlachův experiment
Jedním z nejvýznamnějších experimentů v oblasti kvantové fyziky je ten Sternův–Gerlachův. V tomto experimentu jsou atomy stříbra posílány skrz nehomogenní magnetické pole, jehož působením jsou trajektorie atomů vychylovány od přímočarého směru. Tato odchylka je tím větší, čím blíže je osa magnetického momentu atomu ke směru magnetického pole. Po průletu polem dopadají atomy na citlivé stínítko, kde po dopadu zanechají stopu. Čím dále je stopa od středu stínítka, tím větší bylo vychýlení. Pokud takto detekujeme mnoho odchýlených atomů, vytvoří se na stínítku jistý obrazec. Protože je směr magnetického momentu atomů před průletem magnetickým polem zcela náhodný, je logické předpokládat, že tento obrazec bude jeden velký shluk, prodloužený ve směru magnetického pole. K tomuto nicméně ve skutečnosti nedochází. Místo toho se na stínítku vytvoří dva menší shluky, jeden nad středem stínítka a jeden pod ním. Toto chování je důsledkem kvantování spinu atomů stříbra, kterýžto může nabývat jen dvou možných hodnot: buď {\displaystyle +\hbar /2}, anebo {\displaystyle -\hbar /2}.
V kontextu kvantového měření pak Sternův–Gerlachův experiment představuje projektivní měření, kde první projektor odpovídá naměření kladného spinu {\displaystyle \hbar /2} ("spin nahoru"), kdy se stav atomu zredukuje do tvaru {\displaystyle |\uparrow \rangle }, a druhý projektor odpovídá naměření záporného spinu {\displaystyle -\hbar /2} ("spin dolů"), kdy se stav atomu zredukuje do tvaru {\displaystyle |\downarrow \rangle }. Formálně lze tedy toto měření popsat pomocí pozorovatelné
{\displaystyle O=\hbar /2|\uparrow \rangle \langle \uparrow |-\hbar /2|\downarrow \rangle \langle \downarrow |.}
Mějme nyní atom s náhodně orientovaným spinem ve stavu
{\displaystyle |\psi \rangle =\alpha |\uparrow \rangle +\beta |\downarrow \rangle ,}
kde {\displaystyle \alpha } a {\displaystyle \beta } jsou po řadě amplitudy pravděpodobnosti, že se atom nachází ve stavu {\displaystyle |\uparrow \rangle } a {\displaystyle |\downarrow \rangle }. Po změření atomu s takovýmto počátečním stavem obdržíme s pravděpodobností {\displaystyle p_{\uparrow }=|\alpha |^{2}} hodnotu {\displaystyle +\hbar /2} a s doplňkovou pravděpodobností {\displaystyle p_{\downarrow }=|\beta |^{2}} hodnotu {\displaystyle -\hbar /2}. V prvním případě bude po měření atom ve stavu {\displaystyle |\uparrow \rangle }, v tom druhém pak ve stavu {\displaystyle |\downarrow \rangle }. Bez ohledu na počáteční stav se tak po změření nachází atom jen v jednom ze dvou možných stavů.
Právě uvedené měření odpovídá jedné konkrétní volbě měřicí báze, kde měření spinu probíhá podél svislé osy. Zcela analogicky lze ale měřit spin i podél jakékoliv jiné osy. V následujícím příkladě s polarizací fotonů je ilustrována závislost výsledků měření právě na různé volbě měřicí báze.

### Projektivní měření polarizace
Polarizaci světla lze do jisté míry chápat jako směr, ve kterém kmitá světelná vlna. Pokud vlna kmitá vodorovně ze strany na stranu, označujeme tuto jako horizontální polarizaci. Kmitá-li nahoru a dolů, používáme označení vertikální polarizace. Světelná vlna může však kmitat i v jakémkoliv jiném směru. Tento obecnější směr lze ale vždy vyjádřit jako lineární kombinaci vodorovného a svislého kmitání. Existují tak jen dva nezávislé směry polarizace. Velmi podobně to platí i pro jednotlivé fotony, částice světla. Polarizace jednoho fotonu je představována stavem ve dvourozměrném Hilbertově prostoru. Jakékoliv projektivní měření polarizace tak sestává právě ze dvou projektorů. V následujícím je na příkladu polarizace fotonů představen formalizmus kvantového měření z pohledu teorie. Pro konkrétní způsob, jakým je měřena polarizace fotonů v reálných experimentech, viz oddíl "Polarizace fotonů".
Uvažujme pro konkrétnost tři fotony, které jsou po řadě ve stavech
{\displaystyle |\psi _{1}\rangle =|H\rangle ,\quad |\psi _{2}\rangle =|V\rangle ,\quad |\psi _{3}\rangle ={\frac {1}{\sqrt {2}}}(|H\rangle +|V\rangle ).}
Foton první je tedy ve vodorovné (horizontální, {\displaystyle H}) polarizaci, foton druhý v polarizaci svislé (vertikální, {\displaystyle V}) a foton třetí se nachází v kvantové superpozici horizontální a vertikální polarizace. Tyto fotony vystavíme dvěma kvantovým měřením. Tím prvním je měření v bázi H/V, jak je rozebráno níže.

#### Báze H/V

Kvantové měření polarizace fotonů v bázi. Fotony, schematicky zobrazené jako vlnové balíky kmitající ve směru polarizace, se po řadě nacházejí v polarizaci horizontální, vertikální a diagonální. Pro diagonální polarizaci se foton ocitne za děličem paprsků v kvantové superpozici horizontální a vertikální polarizace, dokud nedojde ke kolapsu jeho vlnové funkce. V animaci si foton nakonec vybere pravý detektor, ale se stejnou pravděpodobností by si mohl vybrat i detektor levý.

Chceme-li vědět, nachází-li se foton v horizontální či vertikální polarizaci, sestrojíme měření, jež je charakterizováno projektory
{\displaystyle P_{H}=|H\rangle \langle H|,\quad P_{V}=|V\rangle \langle V|.}
Protože jsou obě zmíněné polarizace navzájem kolmé, to jest {\displaystyle \langle H|V\rangle =0}, je snadné se přesvědčit, ža takto zvolené projektory skutečně vyhovují definici projektivního měření uvedené výše. V konkrétním experimentu by toto měření odpovídalo situaci, kdy fotony posíláme do polarizačního děliče paprsků a pomocí fotodetektorů zjišťujeme, kterým ze dvou výstupních portů děliče foton vyletěl, viz animace napravo. Zajímá nás nyní, s jakými pravděpodobnostmi na daném stavu naměříme horizontální a vertikální polarizaci (označme si tyto pravděpodobnosti po řadě symboly {\displaystyle p_{H}} a {\displaystyle p_{V}}). Pokud měříme první foton, který je ve stavu {\displaystyle |\psi _{1}\rangle } a tedy polarizovaný horizontálně, obdržíme po jednoduchém výpočtu, že pravděpodobnost naměření vertikální polarizace {\displaystyle p_{V}(\psi _{1})} je nulová. Konkrétně:
{\displaystyle p_{H}(\psi _{1})=\langle \psi _{1}|P_{H}|\psi _{1}\rangle =\langle H|H\rangle \langle H|H\rangle =|\langle H|H\rangle |^{2}=1,}
{\displaystyle p_{V}(\psi _{1})=\langle \psi _{1}|P_{V}|\psi _{1}\rangle =\langle H|V\rangle \langle V|H\rangle =|\langle H|V\rangle |^{2}=0,}
Pokaždé tady naměříme hodnotu {\displaystyle H}. Pro výsledné stavy fotonu po měření dále dostáváme
{\displaystyle |\psi _{1}^{(H)}\rangle =P_{H}|\psi _{1}\rangle =|H\rangle \langle H|H\rangle =|H\rangle ,}
{\displaystyle |\psi _{1}^{(V)}\rangle =P_{V}|\psi _{1}\rangle =|V\rangle \langle V|H\rangle =0,}
kde symbolem {\displaystyle |\psi _{1}^{(H)}\rangle } označujeme stav fotonu, který se původně nacházel ve stavu {\displaystyle |\psi _{1}\rangle } a pro který jsme při změření obdrželi výsledek {\displaystyle H}. Analogickou notaci použijeme i pro další stavy a projektory v následující diskuzi. Právě obdržený výsledek pro stav {\displaystyle |\psi _{1}\rangle } je naprosto v souladu s očekáváním: zeptáme-li se horizontálně polarizovaného fotonu na to, zda je horizontálně či vertikálně polarizovaný, tak nepřekvapivě dostaneme odpověď, že je polarizovaný horizontálně a stav po měření je opět horizontální.
Naprosto analogicky bychom postupovali i pro druhý foton, který je polarizován vertikálně. Obdrželi bychom, že pravděpodobnost naměření horizontální polarizace na takovémto fotonu je nulová. Situace je však zajímavější pro třetí foton, který je polarizován ve stavu {\displaystyle |\psi _{3}\rangle }. Pro něj dostáváme
{\displaystyle {\begin{aligned}p_{H}(\psi _{3})&=\langle \psi _{3}|P_{H}|\psi _{3}\rangle ={\frac {1}{\sqrt {2}}}(\langle H|+\langle V|)\,|H\rangle \langle H|\,{\frac {1}{\sqrt {2}}}(|H\rangle +|V\rangle )={\frac {1}{2}}(\langle H|H\rangle \langle H|H\rangle +\langle H|H\rangle \langle H|V\rangle +\langle V|H\rangle \langle H|H\rangle +\langle V|H\rangle \langle H|V\rangle )={\frac {1}{2}}(1+0+0+0)={\frac {1}{2}},\\p_{V}(\psi _{3})&=\langle \psi _{3}|P_{V}|\psi _{3}\rangle ={\frac {1}{\sqrt {2}}}(\langle H|+\langle V|)\,|V\rangle \langle V|\,{\frac {1}{\sqrt {2}}}(|H\rangle +|V\rangle )={\frac {1}{2}}(\langle H|V\rangle \langle V|H\rangle +\langle H|V\rangle \langle V|V\rangle +\langle V|V\rangle \langle V|H\rangle +\langle V|V\rangle \langle V|V\rangle )={\frac {1}{2}}(0+0+0+1)={\frac {1}{2}}.\end{aligned}}}
Máme tedy 50% pravděpodobnost, že naměříme jak horizontální tak vertikální polarizaci. V případě třetího fotonu se jeho stav po změření změní. Konkrétně, při naměření horizontální polarizace se stav fotonu změní do tvaru
{\displaystyle P_{H}|\psi _{3}\rangle =|H\rangle \langle H|{\frac {1}{\sqrt {2}}}(|H\rangle +|V\rangle )=|H\rangle {\frac {1}{\sqrt {2}}}(1+0)={\frac {1}{\sqrt {2}}}|H\rangle .}
Výsledný vektor není normalizovaný a neodpovídá tak přísně vzato kvantovému stavu. Z tohoto důvodu je v definici projektivního měření ještě započtena normalizace pomocí pravděpodobnosti, viz příslušný oddíl. Výsledný stav tedy zní
{\displaystyle |\psi _{3}^{(H)}\rangle ={\frac {P_{H}|\psi _{3}\rangle }{\sqrt {p_{H}}}}={\frac {{\frac {1}{\sqrt {2}}}|H\rangle }{\sqrt {\frac {1}{2}}}}=|H\rangle .}
Jinými slovy, po změření se stav fotonu zredukoval ze stavu {\displaystyle |\psi _{3}\rangle } do stavu {\displaystyle |H\rangle }. Přesně tento scénář je zobrazen v animaci napravo, kde si konkrétní foton, zpočátku polarizovaný ve stavu {\displaystyle |\psi _{3}\rangle =|D\rangle }, nakonec "vybere" horizontální polarizaci. Zcela analogicky bychom dostali, že při naměření vertikální polarizace se stav fotonu zredukuje ze stavu {\displaystyle |\psi _{3}\rangle } do stavu vertikální polarizace {\displaystyle |V\rangle }.

#### Báze D/A
Právě popsané měření, charakterizované projektory {\displaystyle P_{H}} a {\displaystyle P_{V}}, odpovídá měření v bázi vektorů {\displaystyle |H\rangle } a {\displaystyle |V\rangle }. V kvantové mechanice však můžeme za měřicí bázi zvolit kteroukoliv jinou bázi Hilbertova prostoru, ve kterém leží stav námi studovaných fotonů. Jinou volbou tak mohou být vektory {\displaystyle |D\rangle } a {\displaystyle |A\rangle }, definované vztahy
{\displaystyle |D\rangle ={\frac {1}{\sqrt {2}}}(|H\rangle +|V\rangle ),\quad |A\rangle ={\frac {1}{\sqrt {2}}}(|H\rangle -|V\rangle ).}
Těmto stavům odpovídají projektory {\displaystyle P_{D}=|D\rangle \langle D|} a {\displaystyle P_{A}=|A\rangle \langle A|}. Proveďme nyní stejnou diskuzi, jakou jsme provedli výše pro tři dané fotony ve stavech {\displaystyle |\psi _{1}\rangle }, {\displaystyle |\psi _{2}\rangle } a {\displaystyle |\psi _{3}\rangle }, kde nyní měříme tyto fotony pomocí projektorů {\displaystyle P_{D}} a {\displaystyle P_{A}}.
Pro první foton dostáváme
| Pravděpodobnosti naměření | Výsledné stavy |
| --- | --- |
| {\displaystyle p_{D}(\psi _{1})=\langle \psi _{1}\|P_{D}\|\psi _{1}\rangle =\langle H\|D\rangle \langle D\|H\rangle =\|\langle H\|D\rangle \|^{2}=\left\|{\frac {1}{\sqrt {2}}}\right\|^{2}={\frac {1}{2}}} | {\displaystyle \|\psi _{1}^{(D)}\rangle ={\frac {P_{D}\|\psi _{1}\rangle }{\sqrt {p_{D}}}}={\frac {\|D\rangle \langle D\|H\rangle }{\frac {1}{\sqrt {2}}}}=\|D\rangle } |
| {\displaystyle p_{A}(\psi _{1})=\langle \psi _{1}\|P_{A}\|\psi _{1}\rangle =\langle H\|A\rangle \langle A\|H\rangle =\|\langle H\|A\rangle \|^{2}=\left\|{\frac {1}{\sqrt {2}}}\right\|^{2}={\frac {1}{2}}} | {\displaystyle \|\psi _{1}^{(A)}\rangle ={\frac {P_{A}\|\psi _{1}\rangle }{\sqrt {p_{A}}}}={\frac {\|A\rangle \langle A\|H\rangle }{\frac {1}{\sqrt {2}}}}=\|A\rangle } |

Vzpomeňme si na předchozí příklad, ve kterém se stav prvního fotonu měřením nijak nezměnil. Nyní toto již neplatí! Původně horizontálně polarizovaný foton se měřením v nové bázi změní buď do stavu {\displaystyle |D\rangle }, anebo do stavu {\displaystyle |A\rangle }. Pravděpodobnosti těchto dvou možností jsou navíc stejné a rovné 1/2, tj. 50 procentům. Pro stav {\displaystyle |\psi _{2}\rangle } bychom obdrželi naprosto totožné výsledky. To jest, s 50% pravděpodobností bychom na stavu {\displaystyle |\psi _{2}\rangle } naměřili hodnotu {\displaystyle D} a stav by se změřením dostal do tvaru {\displaystyle |D\rangle }, a s 50% pravděpodobností bychom na stavu {\displaystyle |\psi _{2}\rangle } obdrželi hodnotu {\displaystyle A} a výsledný stav by zněl {\displaystyle |A\rangle }. Měření v bázi určené vektory {\displaystyle |D\rangle } a {\displaystyle |A\rangle } tedy není schopno rozlišit stavy {\displaystyle |H\rangle } a {\displaystyle |V\rangle }!
Pro dokončení diskuze obraťme nyní pozornost na stav {\displaystyle |\psi _{3}\rangle }. V předchozím případě se tento stav měřením změnil buď na stav {\displaystyle |H\rangle }, nebo na stav {\displaystyle |V\rangle }, a to vždy s 50% pravděpodobností. Nyní je ale situace odlišná, protože {\displaystyle |\psi _{2}\rangle =|D\rangle }. Z tohoto vztahu plyne
{\displaystyle {\begin{aligned}p_{D}(\psi _{3})&=\langle \psi _{3}|P_{D}|\psi _{3}\rangle =\langle D|D\rangle =1,\\p_{A}(\psi _{3})&=\langle \psi _{3}|P_{A}|\psi _{3}\rangle =\langle D|A\rangle =0.\end{aligned}}}
Hodnotu {\displaystyle A} tedy nenaměříme nikdy. Stav třetího fotonu se měřením v bázi určené vektory {\displaystyle |D\rangle } a {\displaystyle |A\rangle } navíc nezmění, neboť
{\displaystyle |\psi _{3}^{(D)}\rangle ={\frac {P_{D}|\psi _{3}\rangle }{\sqrt {p_{D}}}}={\frac {|D\rangle \langle D|D\rangle }{1}}=|D\rangle =|\psi _{3}\rangle .}
V právě provedené diskuzi lze tak na jednoduchých příkladech vidět, jak kvantové měření mění stav měřených systémů. Výsledné stavy a odpovídající pravděpodobnosti navíc nezávisejí jen na stavech původních, ale i na zvoleném měření.
Obecně platí, že ve skutečném experimentu je nutno provést dané kvantové měření na velkém počtu systémů, které jsou připraveny ve stejném stavu, abychom získali nějakou užitečnou informaci. Formalizmus použitý v právě provedené diskuzi je schopen určit, jaké budou pravděpodobnosti naměření jednotlivých hodnot a jaké jsou odpovídající stavy, ve kterých se bude systém po měření nacházet, za předpokladu, že víme, jaký byl stav systému před měřením. To ale obyčejně nevíme. Pokud vystavíme foton ve stavu {\displaystyle |\psi _{1}\rangle } měření v bázi D/A, dostaneme s 50% pravděpodobností výsledek {\displaystyle D} a se stejnou pravděpodoností výsledek {\displaystyle A}. Řekněme, že jsme dostali výsledek {\displaystyle D}. Co můžeme na základě tohoto výsledku o stavu fotonu před měřením tvrdit? Popravdě řečeno, nic moc. Přísně vzato pouze to, že se nenacházel v polarizaci {\displaystyle A}. To je ale tak vše. Především nejsme schopni na základě tohoto jediného měření zjistit, zda se foton nacházel ve stavu {\displaystyle |\psi _{1}\rangle }, anebo ve stavu {\displaystyle |\psi _{3}\rangle }. Je nutno totéž měření opakovat na větším počtu fotonů, abychom mohli jejich stav před měřením určit s dostatečnou přesností.

### Příklad zobecněného měření
Často zmiňovaným příkladem zobecněného měření je metoda zvaná jednoznačné rozlišení stavů. Tato metoda umožňuje bez chyby rozlišit dva či více neortogonálních stavů. Cenou za tuto jednoznačnost je ovšem existence jednoho dodatečného výsledku, kterého může měření nabývat. Při naměření tohoto výsledku nelze o původním stavu říci naprosto nic. Zde si uvedeme konkrétní případ dvou neortogonálních čistých stavů {\displaystyle |\psi _{1}\rangle } a {\displaystyle |\psi _{2}\rangle }, které jsou tvaru
{\displaystyle |\psi _{1}\rangle =|0\rangle ,\quad |\psi _{2}\rangle ={\frac {1}{\sqrt {2}}}(|0\rangle +|1\rangle ).}
V reálném světě si tento příklad můžeme představit například tak, že máme jeden foton, jehož polarizace je buď ve stavu {\displaystyle |0\rangle }, což můžeme interpretovat jako horizontální polarizaci, anebo ve stavu {\displaystyle (|0\rangle +|1\rangle )/{\sqrt {2}}}, což můžeme zase interpretovat jako diagonální polarizaci. Ačkoli víme, že se foton nachází v jednom z těchto stavů, nevíme ve kterém z nich je. Naším cílem je sestrojit kvantové měření, které vrátí hodnotu 1, nacházel-li se foton před měřením ve stavu {\displaystyle |\psi _{1}\rangle }, a hodnotu 2, byl-li foton ve stavu {\displaystyle |\psi _{2}\rangle }. Protože nejsou tyto dva stavy ortogonální, takové ideální měření neexistuje. Níže si ale ukážeme, že s POVM můžeme sestrojit měření, které se tomu ideálnímu velmi podobá. Musíme si však pomoci zavedením třetí hodnoty, již si označíme symbolem "?". Když pošleme náš foton do tohoto POVM měření, tak můžeme dostat jednu ze tří hodnot: 1, 2 a "?". Obdržíme-li "?", nelze říct, ve kterém stavu se foton nacházel. Pochopitelně bychom chtěli, aby tento poslední neprůkazný výsledek nastával co možná nejméně. Ukazuje se, že každé ze tří hodnot odpovídá jeden operátor a tyto operátory jsou tvaru
{\displaystyle E_{1}=a|\psi _{2}^{\perp }\rangle \langle \psi _{2}^{\perp }|,\quad E_{2}=b|\psi _{1}^{\perp }\rangle \langle \psi _{1}^{\perp }|,\quad E_{?}=\mathbb {I} -E_{1}-E_{2},}
kde {\displaystyle |\psi _{1}^{\perp }\rangle } je stav kolmý na {\displaystyle |\psi _{1}\rangle }, {\displaystyle |\psi _{2}^{\perp }\rangle } je stav kolmý na {\displaystyle |\psi _{2}\rangle } a kde {\displaystyle a} a {\displaystyle b} jsou kladná čísla, jejichž tvar zní
{\displaystyle a=b={\frac {1}{1+|\langle \psi _{1}|\psi _{2}\rangle |}}.}
Není těžké si rozmyslet, že v našem konkrétním případě platí následující vztahy
{\displaystyle |\psi _{1}^{\perp }\rangle =|1\rangle ,\quad |\psi _{2}^{\perp }\rangle ={\frac {1}{\sqrt {2}}}(|0\rangle -|1\rangle ),\quad a=b={\frac {\sqrt {2}}{1+{\sqrt {2}}}}\approx 0,586.}
V maticovém zápisu v bázi tvořené vektory {\displaystyle |0\rangle } a {\displaystyle |1\rangle } jsou tak měřicí operátory tvaru
{\displaystyle E_{1}={\begin{pmatrix}a/2&-a/2\\-a/2&a/2\end{pmatrix}},\qquad E_{2}={\begin{pmatrix}0&0\\0&a\end{pmatrix}},\qquad E_{?}={\begin{pmatrix}1-a/2&a/2\\a/2&1-3a/2\end{pmatrix}}.}
Pravděpodobnosti naměření jednotlivých výsledků pro oba vstupní stavy pak nabývají hodnot, které jsou shrnuty v následující tabulce:
| Pravděpodobnosti správného určení stavu                                                                  | Pravděpodobnosti nesprávného určení stavu                                      | Pravděpodobnosti neprůkazného výsledku                                                                     |
| --- | ------------------------------------------------------------------------------ | --- |
| {\displaystyle p_{1}(\psi _{1})=\langle \psi _{1}\|E_{1}\|\psi _{1}\rangle ={\frac {a}{2}}\approx 0,293} | {\displaystyle p_{1}(\psi _{2})=\langle \psi _{2}\|E_{1}\|\psi _{2}\rangle =0} | {\displaystyle p_{?}(\psi _{1})=\langle \psi _{1}\|E_{?}\|\psi _{1}\rangle =1-{\frac {a}{2}}\approx 0,707} |
| {\displaystyle p_{2}(\psi _{2})=\langle \psi _{2}\|E_{2}\|\psi _{2}\rangle ={\frac {a}{2}}\approx 0,293} | {\displaystyle p_{2}(\psi _{1})=\langle \psi _{1}\|E_{2}\|\psi _{1}\rangle =0} | {\displaystyle p_{?}(\psi _{2})=\langle \psi _{2}\|E_{?}\|\psi _{2}\rangle =1-{\frac {a}{2}}\approx 0,707} |

Celková pravděpodobnost neprůkazného výsledku je tak rovna
{\displaystyle p_{?}={\frac {p_{?}(\psi _{1})+p_{?}(\psi _{2})}{2}}=1-{\frac {a}{2}}={\frac {1}{\sqrt {2}}}\approx 0,707}
a tedy zhruba 71 %. To není málo. Na druhou stranu, ve zbylých 39 % případů víme s jistotou, v jakém stavu se foton nacházel. Všimněme si navíc, že v tomto příkladu nás nezajímalo, jak vypadá stav fotonu po měření. Tuto dodatečnou informaci nám POVM měření nedokáže poskytnout.

## Fyzikální realizace
Konkrétní fyzikální realizace kvantového měření se liší v závislosti na daném kvantovém systému či veličině, která je předmětem měření. Tak například pro měření spinu lze použít aparátu ze Sternova–Gerlachova experimentu, jak je uvedeno výše. Základní myšlenkou tohoto měření je fakt, že částice se spinem je v nehomogenním magnetickém poli vychylována v určitém směru. Tento směr je závislý na hodnotě spinu. Pokud tedy vychýlené částice dopadají na stínítko, vytvoří se na stínítku po dopadu mnoha částic se stejným spinem stopa v jednom konkrétním místě. Různá místa pak odpovídají různým hodnotám spinu. Kromě hmotných částic se spinem se v mnoha kvantových experimentech využívá fotonů, částic světla. V následujícím je zmíněno několik konkrétních příkladů kvantových měření, kdy jsou za měřené systémy vybrány právě fotony.

### Fotony
Fotony vykazují mnoho zajímavých vlastností, jakými je například polarizace, frekvence, hybnost či poloha. Jedním z nejčastějších způsobů měření takovýchto vlastností je dvoustupňový proces, kdy v prvním stupni je foton nasměrován na různé detektory v závislosti na hodnotě dané vlastnosti. Ve stupni druhém pak foton dopadá na konkrétní detektor, jakým může být například fotonásobič, přičemž foton samotný zaniká a energie, kterou nesl, je předána elektrickému signálu. Ten je posléze poslán do zesilovače a zpracován měřicí elektronikou. Místo detektorů lze v zásadě použit i stínítko vyrobené ze světlocitlivého materiálu. Tento způsob se však v dnešní době nepoužívá. Poznamenejme, že detekce fotonu není zcela totéž, co jeho měření v kvantovém formalizmu. V kvantovém měření nás zajímá pouze jakou hodnotu dané veličiny příslušný foton má a nezajímá nás tolik, zda byl foton během měření zničen či ne. Pokud mluvíme o detekci, tak tím máme na mysli, že zjistíme přítomnost fotonu v daném místě — tato detekce je obyčejně destruktivní a nemusíme být schopni na jejím základě určit, jakou hodnotu dané vlastnosti, jako třeba polarizace, detekovaný foton měl.

#### Polarizace fotonů
Konkrétním příkladem kvantového měření fotonů je měření jejich polarizace. To lze provést tak, že je nejdříve foton poslán skrz čtvrtvlnnou destičku, půlvlnnou destičku a polarizační dělič paprsků, což odpovídá prvnímu stupni měření popsanému výše. Dělič paprsků má dva výstupní porty a ke každému je připojen detektor. Ve druhém stupni je tak foton zaregistrován příslušným detektorem a získaný signál je zaznamenán měřicí elektronikou. Schéma takového měření je znázorněno v animaci v kapitolce "Projektivní měření polarizace". Pro provedení kvantové tomografie, viz níže, je nutno provést tři sady měření, kterým odpovídají tři různá nastavení čtvrtvlné a půlvlné destičky.
Pro jednoduchost předpokládejme, že máme soubor lineárně polarizovaných fotonů, z nichž každý je polarizován ve stejném směru. Stav polarizace každého takového fotonu je dán dvourozměrným vektorem tvaru
{\displaystyle |\psi \rangle =\alpha |H\rangle +\beta |V\rangle }
kde {\displaystyle \alpha } a {\displaystyle \beta } jsou reálná čísla splňující dodatečnou normovací podmínku {\displaystyle \alpha ^{2}+\beta ^{2}=1}, která udávají po řadě amplitudu pravděpodobnosti, že je foton polarizován horizontálně nebo vertikálně. Abychom experimentálně určili hodnoty amplitud {\displaystyle \alpha } a {\displaystyle \beta }, provedeme následující měření:
1. Pošleme celý soubor fotonů, jeden po druhém, do děliče paprsků, přičemž čtvrt- a půlvlnnou destičku momentálně nepotřebujeme. Dělič propouští horizontální polarizaci a odchyluje tu vertikální. Pro každý foton tak máme pravděpodobnost {\displaystyle p_{H}=|\alpha |^{2}}, že projde děličem, a doplňkovou pravděpodobnost {\displaystyle p_{V}=|\beta |^{2}}, že bude děličem odchýlen. V prvním případě je pak foton detekován prvním detektorem, ve druhém případě je detekován detektorem druhým.
2. Řekněme, že jsme do děliče poslali {\displaystyle N} fotonů, z nichž {\displaystyle N_{H}} bylo zaregistrováno prvním detektorem, který odpovídá horizontální polarizaci, a {\displaystyle N_{V}} jich bylo zaregistrováno detektorem druhým, jenž odpovídá vertikální polarizaci. Z těchto tří čísel jsme schopni zrekonstruovat stav polarizace fotonů pomocí vzorců níže.

Z experimentálně obdržených čísel můžeme určit relativní četnosti, s jakými jsme obdrželi horizontální a vertikální polarizaci. Relativní četnosti jsou dány vztahy {\displaystyle r_{H}=N_{H}/N} a {\displaystyle r_{V}=N_{V}/N}. Pokud je počet fotonů {\displaystyle N} dostatečně velký, plyne z teorie pravděpodobnosti, že se relativní četnosti blíží odpovídajícím pravděpodobnostem a my tak můžeme porovnat vzorce pro pravděpodobnost, abychom dostali
{\displaystyle r_{H}\approx p_{H}=\alpha ^{2},\quad r_{V}\approx p_{V}=\beta ^{2},}
odkud plyne
{\displaystyle \alpha \approx {\sqrt {\frac {N_{H}}{N}}},\quad \beta \approx {\sqrt {\frac {N_{V}}{N}}}.}
Protože {\displaystyle N_{H}+N_{V}=N}, je tak automaticky splněna i normovací podmínka. Jednoduchým měřením jsme tak zjistili stav lineární polarizace fotonů. Jako konkrétní příklad použití této metody si vezměme stav {\displaystyle |D\rangle =(1/{\sqrt {2}})(|H\rangle +|V\rangle )}, pro nějž {\displaystyle \alpha =\beta =1/{\sqrt {2}}\approx 0,707}. V reálném experimentu, kdy do děliče paprsků pošleme 1000 fotonů, bychom mohli dostat například {\displaystyle N_{H}=498} a {\displaystyle N_{V}=502}, odkud námi experimentálně zrekonstruované amplitudy nabývají hodnot
{\displaystyle \alpha \approx {\sqrt {\frac {498}{1000}}}\approx 0,705691,\quad \beta \approx {\sqrt {\frac {502}{1000}}}\approx 0,70852.}
Zdůrazněme, že jsme potřebovali provést měření na velkém počtu fotonů, o kterých jsme předpokládali, že se všechny nacházejí ve stejném stavu. Potřebovali jsme mnoho fotonů, abychom byli schopni určit stav fotonu jediného. Kdybychom v předešlém experimentu provedli měření pouze na jednom jediném fotonu, neměli bychom žádný způsob, jak určit hodnotu amplitud {\displaystyle \alpha } a {\displaystyle \beta }. Jedno jediné měření tak nese relativně málo informace.

#### Frekvence fotonů
Frekvence světla přímo souvisí s jeho vlnovou délkou a pro viditelné spektrum je to veličina, která odpovídá barvě světla. Frekvenci jednotlivých fotonů lze měřit způsobem, který koncepčně připomíná ten pro měření polarizace. Nejprve je foton poslán na difrakční mřížku, která odráží různě barevné světlo v různých směrech. Každá frekvence světla tak odpovídá jinému směru, ve kterém se foton od mřížky odrazil. Pak již stačí jen umístit do každého směru detektor a zjistit, do kterého z nich foton dopadl. I zde jako při kterémkoli jiném kvantovém měření platí, že detekováním jednoho jediného fotonu se obecně mnoho informací nezíská a je potřeba takto změřit velké množstí fotonů o stejné frekvenci. Na rozdíl od polarizace může frekvence nabývat velkého (teoreticky až nekonečného) množství hodnot a diskuzi provedenou v předchozí kapitolce je tak nutno zobecnit pro více než dva možné výsledky. Navíc je frekvence spojitá veličina a stav fotonu je tak tvaru
{\displaystyle |\psi \rangle =\int _{0}^{\infty }\alpha _{f}|f\rangle \mathrm {d} f,}
kde {\displaystyle |f\rangle } označuje vektor přidružený frekvenci {\displaystyle f} a {\displaystyle \alpha _{f}} je odpovídající amplituda pravděpodobnosti, o níž pro jednoduchost předpokládejme, že je kladná reálná a ne komplexní. Ve vzorci výše musíme provádět integraci přes všechny možné hodnoty frekvence. Existence nekonečně mnoha možných hodnot není příznivá pro jakýkoliv reálný experiment a tak se běžně místo konkrétních hodnot spíše měří, v jakém intervalu hodnot se daná frekvence fotonu nachází. Integrál výše tak přejde do tvaru sumy a stav fotonu tak lze přibližně zapsat ve tvaru
{\displaystyle |\psi \rangle \approx \sum _{j=1}^{K}\alpha _{j}|f\rangle ,}
kde {\displaystyle K} je (vysoký) počet zvolených intervalů, které dohromady pokrývají celé spektrum. Po provedení měření na {\displaystyle N} fotonech každý z detektorů zaregistruje různý počet detekcí. Pro konkrétnost uvažme, že detektor odpovídající {\displaystyle j}-tému intervalu zaregistroval {\displaystyle N_{j}} fotonů, přičemž platí zřejmý vztah {\displaystyle {\textstyle \sum _{j=1}^{K}}N_{j}=N}. Relativní četnosti jsou dány vzorcem {\displaystyle r_{j}=N_{j}/N} a pravděpodobnosti pak kvantově-mechanickým Bornovým pravidlem {\displaystyle p_{j}=|\alpha _{j}|^{2}}. Podobně jako v předchozí kapitolce i zde spočteme amplitudy vzorcem
{\displaystyle \alpha _{j}\approx {\sqrt {\frac {N_{j}}{N}}}}
pro všechny {\displaystyle j\in \{1,2,\ldots ,K\}}.

## Využití kvantového měření
Jako jeden ze základních pilířů kvantové teorie nachází kvantové měření uplatnění v nejrůznějších odvětvích fyziky. Níže si uvedeme jen pár příkladů. 

### Kvantová tomografie
Pojem kvantového měření se vztahuje k mechanismu, jakým lze získat informace o daném fyzikálním systému. Pokud chceme získat veškerou informaci obsaženou v kvantovém stavu daného systému, musíme provézt mnoho různých pečlivě vybraných kvantových měření. Na základě těchto měření pak lze zrekonstruovat původní stav systému. Technikám, pomocí nichž lze zrekonstruovat kvantový stav, se říká tomografie kvantového stavu (anglicky: quantum state tomography). Existují různé způsoby jak provést kvantovou tomografii. Pro danou fyzikální vlastnost lze volit různé kombinace měřicích operátorů. Obecně však platí, že se vzrůstající dimenzí kvantového stavu roste počet měření, která jsou nutná pro jeho kompletní rekonstrukci, exponenciálně. To představuje vážný problém především z experimentálního hlediska. Jedním z možných východisek je v některých případech fakt, že pro určení zajímavých vlastností daného systému není třeba znát jeho kompletní kvantový stav. Tehdy stačí provést menší počet měření. Jak moc, to záleží na konkrétní studované vlastnosti a konkrétním systému.
Ve fyzice nás nezajímají jen stavy systému, ale i jejich vývoj. Časově ohraničený vývoj lze chápat jako operaci, která vezme počáteční stav systému a vrátí stav konečný. Pro charakterizaci takové operace lze provést tomografii kvantového procesu (anglicky: quantum process tomography), která je obdobou tomografie pro kvantové stavy. Výsledkem takovéto tomografie je matematická reprezentace konkrétní operace, pomocí níž lze spočíst, jak taková operace působí na různé vstupní stavy. Důležitým pozorováním je v tomto kontextu skutečnost, že běžně uvažované procesy jsou lineární. Pro kompletní charakterizaci takového procesu tedy stačí vědět, jak tento proces působí na bázi vektorového prostoru kvantových stavů.

### Diskriminace kvantových stavů
Kvantová tomografie umožňuje zrekonstruovat stav daného systému, o němž jsme na počátku neměli žádné dodatečné informace. Lze si však lehce představit situaci, kdy víme, že se náš systém nachází v jednom z předem daných stavů, a my jen nevíme, ve kterém. Techniky, které nám umožňují určit konkrétní stav, se souhrnně označují pojmem diskriminace kvantových stavů či rozlišení kvantových stavů
(anglicky: quantum state discrimination). Tyto techniky vyžadují menší počet měření, než kolik je třeba ke kompletní kvantové tomografii. 
Nejjednodušším příkladem je situace, kdy se může zkoumaný systém nacházet v jednou ze stavů, které jsou představovány ortogonálními vektory. V takovém případě je řešení snadné. Prostě změříme náš systém v bázi tvořené těmito ortogonálními vektory. Naměřená hodnota pak jednoznačně určuje, o který stav se jednalo. V obecném případě ale stavy, které chceme rozlišit, vzájemně ortogonální nejsou a mají tak nenulový překryv. Lze snadno ukázat, že v takovém případě neexistuje způsob, jak s jistotou jednotlivé stavy rozlišit. Existují však techniky, které se snaží tento nedostatek zmírnit. Dvěma nejvýraznějšími technikami jsou rozlišení stavů s minimální chybou, kde jsou měřicí operátory voleny tak, aby minimalizovaly chybné určení stavu, a jednoznačné rozlišení stavů, kde je zavedena dodatečná měřicí hodnota, která odpovídá neprůkaznému výsledku. Druhá jmenovaná technika je ilustrována v oddíle "Příklad zobecněného měření".

### Tvorba kvantových stavů
Kvantové měření může být použito nejen pro určení předem neznámého kvantového stavu, ale i pro jeho přípravu. V reálném světě jsou kvantové systémy vystaveny nejrůznějším nepříznivým vlivům okolí, které vedou ke znehodnocení jejich kvantového stavu. Chceme-li mít kvantový systém, např. částici, v jednom přesně daném stavu, může se tento vlivem okolí po čase náhodně změnit do stavu jiného. Jedním ze způsobů, jakým lze připravit přesně definovaný kvantový stav, je pomocí post-selekce (anglicky: post-selection), kdy se velké množství částic nedestruktivně měří jedním konkrétním aparátem a z výsledných částic se posléze vyberou pouze ty, pro něž dalo měření jeden konkrétní výsledek. Pro názornost uvažme příklad, kdy chceme připravit fotony, jejichž polarizace je horizontální. Připravíme si nejprve deset fotonů v náhodném stavu, které po řadě vystavíme měření polarizace v bázi H/V (viz příklad výše). Řekněme, že na prvním, třetím, osmém a devátém fotonu byla naměřena polarizace vertikální, na ostatních polarizace horizontální. Ze souboru deseti fotonů vyřadíme první, třetí, osmý a devátý foton a dostaneme tak soubor šesti fotonů o nichž s jistotou víme, že se nacházejí v horizontální polarizaci.

### Kvantová metrologie
Kvantová metrologie (anglicky: quantum metrology) je souhrnné označení pro měřicí techniky, které využívají kvantových jevů, především kvantového provázání a stlačených stavů světla, za účelem zvýšení přesnosti již existujících technik známých z klasické fyziky. Příkladem může být například použití NOON stavů pro zvýšení přesnosti interferometrických měření fáze. Využitím stlačených stavů světla lze zvýšit přesnost měření pod mez v angličtině zvanou standard quantum limit. Tato mez je spjata s Heisenbergovými relacemi neurčitosti. Zvýšíme-li přesnost měření jedné veličiny, je kvůli relacím neurčitosti přesnost komplementární veličiny odpovídajícím způsobem snížena.

### Kvantové počítače
V současnosti existuje několik architektur kvantových počítačů, z nichž je každá založena na odlišných výpočetních primitivech. Jednou z těchto architektur je přístup, který je v angličtině zván measurement-based quantum computation, což lze do češtiny přeložit jako kvantové počítání založené na měření. Základním blokem je v této architektuře právě kvantové měření. Celý výpočet je vyjádřen jako posloupnost přesně zvolených měření, která jsou provedena na velkém množství qubitů, jež jsou na počátku připraveny ve vysoce provázaném kvantovém stavu. Tato architektura byla poprvé popsána v roce 2001 a dočkala se již i experimentální implementace na malém počtu systémů. Součástí kvantového počítače založeného na této architektuře je nejen kvantový systém mnoha qubitů, ale i čistě klasická výpočetní část, která za chodu určuje, která měření se mají provést na qubitech, jež ještě nebyly vystaveny měření v předchozích krocích výpočtu. Volba měření je totiž závislá na výsledcích předchozích měření a totéž platí i pro interpretaci finálních výsledků, které jsou obdrženy na konci výpočtu.

## Interpretace kvantového měření
S pojmem kvantového měření se úzce pojí několik kontroverzních témat ohledně jeho interpretace. Témat, která hluboce zasahují do základů kvantové teorie a současně témat, pro než se ještě nepodařilo najít uspokojivé rozřešení. Níže je uvedeno několik problémů, týkajících se kvantového měření.

### Kolaps vlnové funkce
Jak je uvedeno na začátku článku, kvantové měření obecně mění i stav měřeného systému popsaného jeho vlnovou funkcí. Tato změna závisí do značné míry na tom, v jakém stavu se systém před měřením nachází a co na tomto systému měříme. V naprosté většině případů však následkem provedeného kvantového měření dochází ke skokové změně stavu systému, kterážto změna se označuje výrazem kolaps vlnové funkce (anglicky: wave function collapse) či redukce vlnové funkce (anglicky: wave function reduction).
Existují různé pohledy, jak tuto změnu fyzikálně chápat. Lze v zásadě rozlišit dva hlavní pohledy: epistemický (anglicky: epistemic) a ontický (anglicky: ontic). Epistemický přístup považuje vlnovou funkci za pouhý matematický popis znalostí, které o daném fyzikálním systému máme. Pokud tedy provedeme měření, jehož následkem získáme další novou informaci, musí se nutně odpovídajícím způsobem změnit i vlnová funkce. Redukce vlnové funkce je z tohoto pohledu naprosto přirozená věc. Naproti tomu v ontickém přístupu je vlnová funkce považována nejen za pouhou nositelku dostupných informací o systému, ale přímo za matematické vyjádření systému samotného. Její redukcí tedy dochází i ke skutečné fyzikální změně systému, což s sebou přináší jisté problémy, viz následující kapitolka. Nejen ontický, ale i epistemický pohled, má nicméně jisté nedostatky a dodnes neexistuje shoda ohledně významu vlnové funkce.
Různé interpretace kvantové mechaniky zaujímají různá stanoviska pokud jde o fyzikální význam redukce vlnové funkce. Běžně přijímaná, kodaňská, interpretace zaujímá epistemický pohled. Naproti tomu de Broglie-Bohmova interpretace chápe vlnovou funkci jako reálný fyzikální objekt, kde je pohyb částic, jako třeba fotonů v dvouštěrbinovém experimentu, řízen interferující vlnou. V mnohasvětové interpretaci kolaps vlnové funkce v podstatě neexistuje — skoková změna stavu je vysvětlena tak, že se pozorovatel ocitl v tom světě, ve kterém vyšel výsledek měření tak, jak vyšel. V okamžiku měření dojde k rozvětvení světů a v ostatních světech naměří mé jiné já jinou hodnotu a jí odpovídající stav systému.

### Problém měření
Kvantová mechanika je vybudována na několika základních pravidlech, postulátech, z nichž jeden tvrdí, že měření kvantového systému je doprovázeno kolapsem vlnové funkce, viz výše, a jiný říká, že časový vývoj fyzikálního systému, pokud zrovna není měřen, je řízen Schrödingerovou rovnicí. Následkem těchto dvou postulátů se ale dostáváme do problémů, když chceme popsat chování systému v konkrétní fyzikální situaci. Kolaps vlnové funkce, odpovídající okamžité, skokové a navíc nedeterministické změně stavu systému, je v přímém protikladu ke spojitému, plynulému a deterministickému časovému vývoji řízenému Schrödingerovou rovnicí. Jak tyto dva velmi odlišné pohledy zasadit do jednotného rámce? V reálném světě je kvantové měření implementováno pomocí jistého měřicího přístroje, který také podléhá své Schrödingerově rovnici. Pokud působíme tímto přístrojem na měřený systém a oba systémy chápeme jako jeden celek, tak i tento celek by se měl řídit Schrödingerovou rovnicí. V kterou chvíli tedy dojde k oné skokové změně? Této otázce se říká problém měření (anglicky: measurement problem).
Jedním z možných "vysvětlení" je předpoklad, že měřicí zařízení je makroskopické a řídí se tedy zákony klasické fyziky. Naproti tomu měřený systém je mikroskopický a řídí se tedy zákony kvantověmechanickými. Ke skokové změně stavu měřeného systému dojde ve chvíli, kdy měřicí přístroj zaznamená naměřenou hodnotu. Hranici, pod níž je třeba fyzikální systémy chápat jako mikroskopické a nad níž již lze systémy popisovat klasicky, se říká Heisenbergův řez (anglicky: Heisenberg cut). Kde přesně se má tato hranice nakreslit ale není ničím určeno a takovéto umělé rozdělení fyzikálního světa není zcela v souladu s principem korespondence, podle něhož kvantový popis světa přechází pro makroskopické objekty přirozeně do popisu klasického.
Pro úplnost dodejme, že s problematikou přechodu od mikrosvěta do makrosvěta se pojí pojem dekoherence, který tento proces popisuje jako ztrátu kvantových vlastností daného systému vlivem prostředí. Pokud je interakce systému a přístroje s okolním prostředím dostatečně silná, dochází ke ztrátě kvantové koherence a daný systém tak lze popsat klasicky, tedy nekvantově. Podobným způsobem lze navíc vysvětlit do značné míry i výsledky kvantového měření. Mechanizmem zvaným einselekce (anglicky: einselection), kdy měřený systém spolu s měřicím aparátem interagují se svým okolím, se za možné výsledky měření vyberou právě jen vlastní hodnoty pozorovatelné přidružené k měřicímu aparátu a za výsledné stavy jeho vlastní vektory.

### Existence naměřených hodnot
Výsledný stav systému po měření a odpovídající naměřená hodnota jsou dány jedním z vlastních vektorů a odpovídajícím vlastním číslem pozorovatelné, která popisuje použitý měřicí přístroj. Které z vlastních čísel a k němu přidružených vlastních vektorů to ale nakonec bude, není kvantovou teorií předepsáno a má se za to, že je tento výběr zcela náhodný. Jediné, co je dáno, jsou pravděpodobnosti naměření jednotlivých výsledků. Víra v tuto náhodnost přírody je tak vysoká, že se již v současnosti dají pořídit komerčně vyráběné generátory náhodných čísel, které jsou založeny na sériích jednoduchých kvantových měření. Tato náhodnost na druhou stranu nedává spát mnoha vědcům, kteří se ji během let snažili popsat jako statistickou náhodnost plynoucí z naší neúplné znalosti o stavu systému.
Základní myšlenka takového popisu je zřejmá: náhodnost v klasické fyzice je pouze zdánlivá a je důsledkem toho, že neznáme všechny faktory, které určují dané chování systému. Kdybychom například znali všechny polohy a rychlosti všech molekul vzduchu, stolu, hrací kostky a hráče, který hrací kostkou hází, tak jsme s pomocí pohybových rovnic schopni spočíst, na jaké hodnotě se dopadnuvší kostka zastaví. Protože tuto znalost nemáme, tak se nám výsledné číslo jeví jako náhodné. Adaptace této myšlenky v kvantové fyzice dala vzniknout konceptu skrytých proměnných (anglicky: hidden variables). Skryté proměnné jsou veličiny, ke kterým nemáme jako pozorovatelé přímý přístup, které jsou ale schopny popsat přesný stav kvantového systému a následně i výsledky všech kvantových měření na systému provedených. Z naší neznalosti hodnot těchto skrytých proměnných se nám však výsledky jeví náhodně. Ačkoli je tento snadno pochopitelný popis jinak neintuitivního chování kvantového měření lákavý, ukazuje se, že je spojen s celou řadou problémů.
Jedním z takových problémů je lokalita. Aby nebyla kvantová fyzika v rozporu s teorií relativity, musí skryté proměnné splňovat jisté podmínky, o nichž lze ukázat, že je reálný svět nesplňuje. Ideu skrytých proměnných tedy nelze použít a kvantový stav nelze chápat tak, že si dopředu nese konkrétní hodnoty veličin, které chceme později změřit. Z toho vyplývá, že kvantové měření není aktem, který by odhalil hodnoty již existující veličiny. Místo toho je spíše aktem, během něhož se naměřená hodnota sama teprve vytvoří. Toto tvrzení shrnul Asher Peres ve své slavné větě: "Unperformed measurements have no results," což lze přeložit jako "Neprovedená měření nemají žádné výsledky". Z tohoto poněkud radikálního pohledu tak daná veličina nemá žádnou konkrétní hodnotu až do okamžiku měření. Je to právě měřicí úkon, který "donutí" měřený systém, aby si vybral jednu konkrétní hodnotu. S touto skutečností pak úzce souvisejí Heisenbergovy relace neurčitosti, které se vztahují k současnému měření dvou nekompatibilních pozorovatelných. Následkem relací neurčitosti nelze tyto pozorovatelné změřit najednou s libovolnou přesností. V jistém smyslu lze říct, že existuje-li hodnota jedné pozorovatelné, nemůže současně existovat hodnota jiné pozorovatelné, která je s tou první nekompatibilní.

## Variace na standardní přístup
Během let se objevila řada přístupů a technik, které pozměňují či rozšiřují výše uvedený pojem kvantového měření. Některé jsou uvedeny níže. 

### Selektivní a neselektivní měření
Jak bylo zmíněno v úvodu, kvantové měření se vyznačuje nejen tím, že odhalí pozorovateli hodnotu dané veličiny, ale současně změní stav měřeného systému. Na měření tak můžeme hledět čistě jako na transformaci stavu, kdy se nezajímáme o naměřené hodnoty.
V případě, kdy kvantový stav {\displaystyle \rho } podrobíme projektivnímu měření charakterizovanému projektory {\displaystyle \{P_{j}\}_{j=1}^{n}}, dostáváme s pravděpodobností {\displaystyle p_{k}} výsledný stav
{\displaystyle \rho _{\mathrm {post} }^{(k)}={\frac {P_{k}\rho P_{k}}{\mathrm {tr} (P_{k}\rho )}}.}
Protože v tomto případě víme, jaká možnost {\displaystyle k} se zrealizovala a jak vypadá výsledný stav, hovoříme v tomto případě o selektivním měření (anglicky: selective measurement). Pokud se však nepodíváme, jakou hodnotu měřicí přístroj naměřil, musíme středovat přes všechny možnosti s příslušnými pravděpodobnostmi. Dostáváme tak výsledný stav tvaru
{\displaystyle \rho _{\mathrm {post} }=\sum _{j=1}^{n}p_{j}\,\rho _{\mathrm {post} }^{(j)}=\sum _{j=1}^{n}\mathrm {tr} (P_{j}\rho )\,{\frac {P_{j}\rho P_{j}}{\mathrm {tr} (P_{j}\rho )}}=\sum _{j=1}^{n}P_{j}\rho P_{j}.}
Tomuto případu se říká neselektivní měření (anglicky: nonselective measurement).
Podobnou diskuzi lze provést i pro zobecněné měření stavu {\displaystyle \rho }, charakterizované POVM efekty {\displaystyle \{E_{j}\}_{j=1}^{n}} a instrumenty {\displaystyle \{\phi _{j}\}_{j=1}^{n}}. V takovém případě je selektivní měření to, kdy s pravděpodobností {\displaystyle p_{j}=\mathrm {tr} (E_{j}\rho )} obdržíme stav
{\displaystyle \rho _{\mathrm {post} }^{(j)}={\frac {1}{p_{j}}}\,\phi _{j}(\rho ).}
Neselektivní měření pak průměruje přes všechny možné výsledky, čímž dostáváme
{\displaystyle \rho _{\mathrm {post} }=\sum _{j=1}^{n}p_{j}\,\rho _{\mathrm {post} }^{(j)}=\sum _{j=1}^{n}p_{j}\,{\frac {1}{p_{j}}}\,\phi _{j}(\rho )=\sum _{j=1}^{n}\phi _{j}(\rho ).}

### Nedemoliční měření
Jak bylo zmíněno již v úvodu článku, kvantové měření obecně změní stav měřeného systému. Pokud na změřeném systému provedeme okamžitě totéž měření, dostaneme tentýž výsledek jako z měření prvního. Tento fakt je matematicky vyjádřen tak, že měřicí operátory jsou projektory. Pokud naproti tomu ale necháme po prvním změření systém volně vyvíjet a druhé měření provedeme až po uplynutí delšího časového úseku, není žádným překvapením, že již stejný výsledek obdržet nemusíme. V některých případech je ale vhodné měřit tutéž veličinu několikrát po sobě na tomtéž systému a požadovat, aby měření v jednom časovém momentu neolivnilo zásadně následná měření. Tomuto druhu měření se říká nedemoliční měření (anglicky: non-demolition measurement) a označuje se zkratkou QND.
Slovo nedemoliční je poněkud nešťastné, a to přinejmenším z následujícího důvodu. V reálných experimentech je měřený systém velmi často během měření zničen. Příkladem mohou být fotony, které dopadnutím na fotodetektor zaniknou a jimi nesená energie se přemění do elektrických pulzů, které jsou následně zpracovány měřicí elektronikou. Označení nedemoliční svádí k představě, že je tímto pojmem označen měřicí proces, kdy ke zničení měřeného systému nedochází. To ovšem není podstatou nedemoličního měření. Pod pojmem nedemoliční je míněno to, že výsledek prvního měření není znehodnocen následných volným vývojem měřeného systému. Situace, kdy během měření nedojde ke zničení měřeného systému, se spíše více podobá bezinterakčnímu měření.
Nedemoliční měření bylo poprvé studováno v kontextu měření malých veličin pomocí makroskopických měřicích přístrojů, kdy je přesnost získaných výsledků ovlivněna kvantovými omezeními plynoucími z Heisenbergových principů neurčitosti. Obecně lze nedemoliční měření provést jen na velmi omezeném okruhu veličin, protože výše uvedené vlastnosti jsou závislé nejen na měřené veličině, ale i na Hamiltoniánu měřeného systému. Pokud daná veličina splňuje nároky kladené na nedemoliční měření, označuje se pojmem QND pozorovatelná (anglicky: QND observable). Označíme-li si takovou pozorovatelnou symbolem {\displaystyle A}, pak lze nedemoliční měření definovat matematicky následovně: {\displaystyle A} je QND pozorovatelná nějakého volně se vyvíjejícího systému tehdy a jen tehdy, když měření této veličiny provedená na tomto systému v časech {\displaystyle t_{1}} a {\displaystyle t_{1}} navzájem komutují. To jest
{\displaystyle [A_{t_{1}},A_{t_{2}}]=0,}
kde {\displaystyle A_{t}} označuje tvar pozorovatelné {\displaystyle A} v čase {\displaystyle t} v Heisenbergově obrazu, kde se místo stavů časově vyvíjejí pozorovatelné. Pokud je tato podmínka splněna pro jakékoliv časy {\displaystyle t_{1}} a {\displaystyle t_{2}}, tak se {\displaystyle A} nazývá spojitá QND pozorovatelná (anglicky: continuous QND observable). Pokud je tato podmínka splněna jen pro jisté konkrétní časy, nazývá se {\displaystyle A} stroboskopická QND pozorovatelná (anglicky: stroboscopic QND observable). Z definice nedemoličního měření pak plyne, že všechna následná měření vrátí stejnou hodnotu jako měření první, ale pouze za předpokladu, že měřený systém neinteraguje s nějakým jiným systémem. Pokud tedy dopředu víme, že má měření dát stejnou hodnotu, ale po sobě jdoucí měření vrací hodnoty odlišné, lze pomocí získaných odchylek monitorovat časový průběh interakce systému s prostředím. Toho lze využít pro studium velmi slabých sil, jakými jsou například gravitační vlny.

### Bezinterakční měření
Jedním ze způsobů, jak lze nahlížet na kvantové měření, je představit si ho jako proces, během něhož měřený systém interaguje s měřicí aparaturou. Pokud přijmeme tento pohled, není překvapivé, že stav měřeného systému je po měření obecně odlišný od toho před měřením. Jeden z nejpřekvapivějších rysů kvantového měření, a sice změna stavu měřeného systému, tak plyne přirozeně z toho, že tento systém interagoval s měřicí aparaturou. Dále, díky interakci navíc získá měřicí přístroj informaci o původním stavu měřeného systému, což je ostatně předmětem měření, a tato informace se přenese do stavu přístroje. Naměřenou hodnotu pak lze odečíst z měřicího přístroje. Při odečtení hodnoty vlnová funkce měřeného systému zkolabuje do tvaru, který vyhovuje odečtené hodnotě. Až potud tedy představa kvantového měření jako interakce pěkně popisuje specifické rysy měření v kvantové fyzice. Tato představa je tak přirozená, že působí jako velké překvapení skutečnost, že ke kolapsu vlnové funkce, a tedy i kvantovému měření, dochází i tehdy, když k žádné interakci nedochází. Takové situaci se říká bezinterakční měření (anglicky: interaction-free measurement).
Jednoduchým příkladem takového měření je případ, kdy foton o jisté polarizaci prolétá polarizujícím hranolem, následkem čehož může foton vylétnout jedním ze dvou míst hranolu ― pokud je foton polarizován řádně, vylétne prvním "otvorem", pokud je polarizován mimořádně, vylétne druhým "otvorem". Pokud experimentátor pošle do hranolu foton a umístí detektor pouze do druhého otvoru, ví, kdy by měl onen foton do detektoru dolétnout. Pokud v daný čas detektor oznámí, že detekoval foton, může experimentátor usoudit, že polarizace fotonu byla mimořádná. Jak však interpretovat případ, kdy v daný čas detektor žádný foton nedetekuje? V takovém případě musela být polarizace fotonu řádná a foton vylétl prvním otvorem. Ačkoli tedy k žádné interakci mezi fotonem a detektorem nedošlo, zjistili jsme, že foton je polarizován řádně. Toto je velmi jednoduchý příklad bezinterakčního měření.
Na existenci tohoto druhu měření upozornil v roce 1960 Mauritius Renninger, který daný problém ilustroval na myšlenkovém experimentu s rozpadajícím se radioaktivním atomem, jenž je obklopen detektory, které detekují radioaktivní záření vycházející z atomu. Tento druh experimentu, kde se informace o stavu atomu získá tím, že některé detektory nedetekují vyslané záření, se anglicky nazývá Renninger negative-result experiment, což lze přeložit jako Renningerův experiment s negativními výsledky. S podobnou myšlenkou přišel v roce 1981 Robert H. Dicke. V roce 1993 dále přišli Avshalom C. Elitzur a Lev Vaidman se svou ideou, která získala v angličtině název Elitzur–Vaidman bomb tester, což by se dalo přeložit jako Elitzurův-Vaidmanův testovač bomb. V tomto myšlenkovém experimentu je uvažován Machův-Zehnderův interferometr, do jehož jednoho ramena je vložen detektor ve formě bomby. Bomba je nastavena tak, že exploduje vždy, když do ní narazí jediný foton. Princip experimentu tkví v tom, že lze s relativně velkou pravděpodobností zjistit, zda je bomba do interferometru vložena, aniž by tato detonovala. Bezinterakčností se v tomto případě myslí to, že foton není pohlcen bombou a je detekován až poté, co prošel interferometrem. Myšlenka bezinterakčního měření byla zobecněna a doplněna o kvantový Zenonův jev, díky němuž lze výrazně zvýšit účinnost měření libovolně blízko ke 100 %, aniž by došlo k detonaci bomby. V původní Elitzurově-Vaidmanově verzi bomba vybuchne s pravděpodobností 50 %. Experiment lze provést i klasicky.

### Slabé měření
Jak popsáno v předchozím oddíle a kapitolce "Měření jako interakce", lze kvantové měření do jisté míry chápat jako interakci mezi měřeným systémem a měřicím přístrojem. Pokud chceme o systému zjistit mnoho informací, lze očekávat, že musí být daná interakce dostatečně silná. Pokud tomu tak není a interakce je slabá, dostaneme z měřicího přístroje jen částečnou informaci o stavu měřeného systému. To může být nicméně někdy výhodou. Díky slabé interakci není totiž stav měřeného systému narušen tak, jako je tomu v případě standardního kvantového měření. Pokud měříme systém ve stavu {\displaystyle \rho } a získáme hodnotu určenou indexem {\displaystyle j}, nachází se systém po změření ve stavu
{\displaystyle \rho _{j}={\frac {1}{p_{j}}}\,V_{j}\,\rho \,V_{j}^{\dagger }},
kde {\displaystyle V_{j}} definují POVM instrument {\displaystyle \phi _{j}(\rho )=V_{j}\,\rho \,V_{j}^{\dagger }}. Měřicí operátory v tomto případě určují výsledný stav systému a obsahují tak informaci o interakci mezi systémem a měřicím zařízením. Pokud je interakce slabá, je výsledná změna stavu minimální a měřicí operátory jsou tak velmi podobné identickému zobrazení. Formálně lze tuto skutečnost vyjádřit vzorcem
{\displaystyle V_{j}=q_{j}(\mathbb {I} +E_{j})},
kde {\displaystyle q_{j}} je reálné číslo splňující {\displaystyle 0\leq q_{j}\leq 1}, {\displaystyle \mathbb {I} } je identické zobrazení a {\displaystyle E_{j}} je operátor s malou normou: {\displaystyle \|E_{j}\|\ll 1}. Odpovídajícímu kvantovému měření se pak říká slabé měření (anglicky: weak measurement). V kontextu slabého měření se standardnímu kvantovému měření říká silné měření (anglicky: strong measurement).
S pojmem slabého měření je úzce spjat pojem slabé hodnoty (anglicky: weak value). Ten byl zaveden v článku Yakira Aharonova, Davida Alberta a Lva Vaidmana z roku 1988 s provokativním názvem "How the result of a measurement of a component of the spin of a spin-1/2 particle can turn out to be 100"
, což lze do češtiny přeložit jako "Jak lze změřením složky spinu na částici se spinem 1/2 obdržet výsledek 100". Uvažujme měření pozorovatelné {\displaystyle A} na kvantovém systému, který se před měřením nachází v čistém stavu popsaném vektorem {\displaystyle |\psi _{p}\rangle }. Ve standardním přístupu je střední hodnota takového měření, viz výše, rovna výrazu
{\displaystyle m(\psi _{p})=\langle \psi _{p}|A|\psi _{p}\rangle ={\frac {\langle \psi _{p}|A|\psi _{p}\rangle }{\langle \psi _{p}|\psi _{p}\rangle }}},
kde druhá rovnost plyne automaticky z normalizace čistého stavu {\displaystyle \langle \psi _{p}|\psi _{p}\rangle =1}. Následkem měření se změní počáteční stav {\displaystyle |\psi _{p}\rangle } do obecně jiného stavu koncového {\displaystyle |\psi _{k}\rangle }. Aharonov a spoluautoři navrhli doplnit tento přístup o dodatečnou fázi, ve které se z výsledných koncových stavů vybere vždy jen jeden konkrétní, který si opět označme {\displaystyle |\psi _{k}\rangle }. Celkově je pak naměřená hodnota rovna výrazu
{\displaystyle m(\psi _{p},\psi _{k})={\frac {\langle \psi _{p}|A|\psi _{k}\rangle }{\langle \psi _{p}|\psi _{k}\rangle }}},
která explicitně závisí nejen na stavu počátečním, ale i na tom koncovém. Tento výraz může nabývat hodnot, které nelze získat standardním kvantovým měřením. Pokud je koncový stav téměř kolmý na stav počáteční, je jmenovatel ve zlomku výše téměř nulový a výsledný výraz je tak velmi velký, na což odkazuje i název již zmíněného článku.
Koncept slabé hodnoty vyvolal hned po svém zveřejnění odmítavé reakce a kontroverzím tématem zůstává dodnes. Během této doby bylo již nicméně provedeno mnoho experimentů, ve kterých došlo k měření slabých hodnot nejrůznějších veličin, jako třeba polarizace fotonů. Za všechny jmenujme slabé měření hybnosti fotonu v kvantovém dvouštěrbinovém experimentu, kde je standardním postupem měřena poloha fotonu dopadnuvšího na stínítko za štěrbinou a současně je slabě měřena hybnost fotonu, z čehož lze posléze zrekonstruovat jeho přibližnou trajektorii, podél níž prolétl dvouštěrbinou.